# Intel Atom
Pour les articles homonymes, voir Atom.
Atom est une marque d'Intel regroupant sous son nom plusieurs microarchitectures destinées principalement aux netbooks (initialement MID) et nettops puis qui s'est ensuite diversifiée vers les systèmes embarqués, l'électronique grand public (Box internet) et surtout les smartphones et tablettes tactiles. De par leurs environnements, ces processeurs sont conçus pour offrir une faible consommation électrique, gage d'autonomie, et par là même un faible dégagement thermique (TDP) favorisant ainsi leur intégration dans des systèmes compacts. Leur taille réduite leur permet aussi de réduire leur coût de fabrication : 2500 Atom Silverthorne peuvent ainsi être produit sur un wafer de 300 mm contre environ 800 pour un AMD Athlon 64 et un Atom Z500 couplé à son chipset coûtait 45 $ pour 1 000 pièces commandées. Pour ces mêmes raisons, certaines fonctionnalités sont absentes voire limitées comme dans le cas des chipsets graphiques (GMA : Graphics Media Accelerator). Ces processeurs ne sont disponibles au détail que pour les OEM, Intel les propose au sein d'une plate-forme où ils sont associés à un chipset.
Depuis sa commercialisation, l'Atom est devenu un succès commercial au regard uniquement de l'explosion des ventes de netbooks au point qu'il constitue sa deuxième source de revenus pour le fondeur en 2009. À la fin août 2010, Intel a annoncé qu'il avait vendu plus de 70 millions d'Atom depuis juin 2008. Le cabinet Gartner indiquait de son côté que près de 20 % des ordinateurs portables vendus en 2010 seraient des netbooks soit pratiquement autant de puces Atom vendues. Capitalisant sur son succès, Intel a mis au point un système d'exploitation réservé aux produits sous Atom dénommé Moblin et construit une plate-forme destinée aux développeurs : l'Atom Developer Program .
Mais ce programme n'obtient pas le succès escompté. Par ailleurs le succès des tablettes tactiles, introduites en 2010, a considérablement affecté la croissance des netbooks qui constituaient, depuis l'introduction de la marque, l'essentiel des ventes. Cette tendance s'est progressivement accentuée avec le retrait de fabricants historiques tels qu'Acer et Asus. L'apparition des puces Bobcat et Zacate de la gamme AMD Fusion ont de plus contribué à reléguer les puces Atom aux netbooks les moins chers et par la même les moins attractifs en matière de performances. D'autant qu'Intel a peu innové dans la construction de ces puces préférant miser sur des gains d'autonomie au détriment d'une stagnation des performances. Enfin le marché des netbooks tend à décliner : de 32,14 millions d’unités vendus en 2010, il devrait passer à 3,97 millions en 2013 d'après le cabinet IHS iSuppli et finir par s'éteindre en 2015. Face à cette évolution du marché de la mobilité, Intel a choisi de se focaliser sur le segment des tablettes et des smartphones, plus lucratif, mais dominés par les puces à architecture ARM.

## Les plates-formes antérieures
Intel s'est intéressé bien avant la commercialisation des premiers Atom à des processeurs peu puissants et économes en énergie. Deux gammes se sont ainsi succédé, peu connues du grand public et sans réelle marque commerciale, elles dérivent d'architectures préexistantes.

### Celeron M

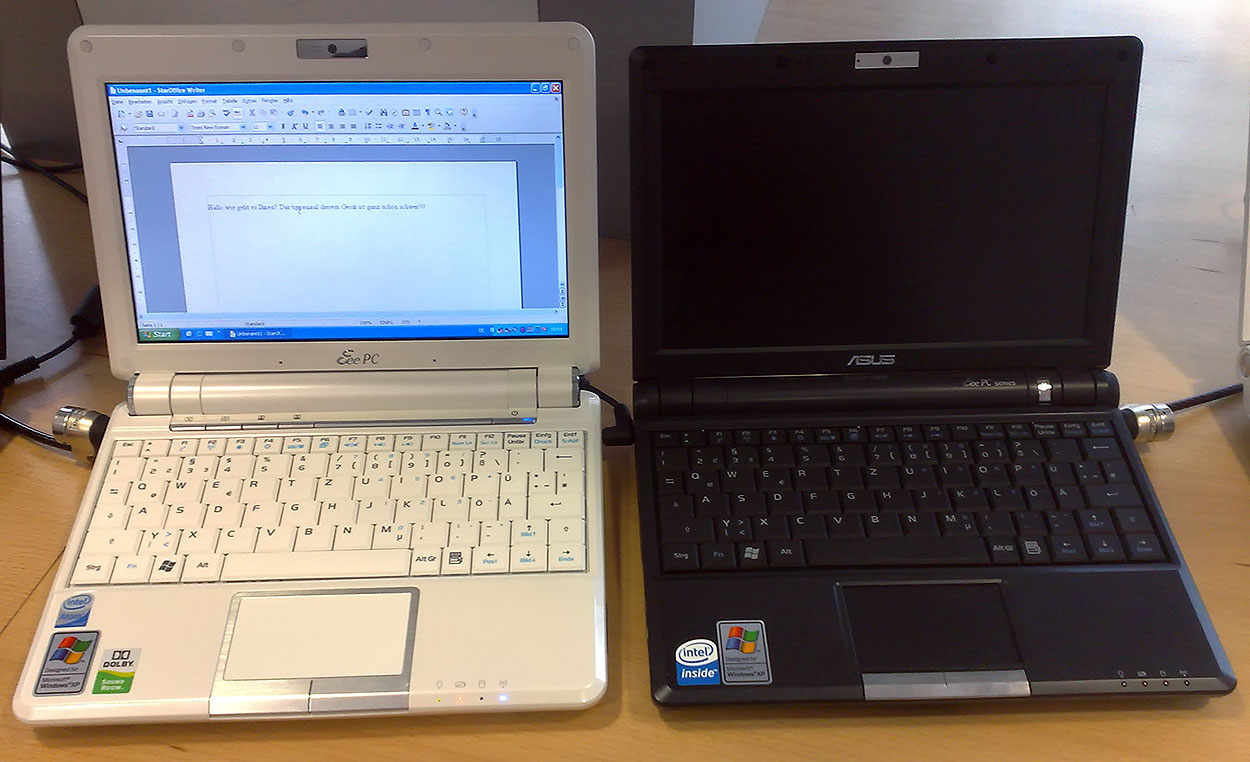
Un EeePC Asus 901 (blanc) équipé d'Atom à côté d'un Eee PC 900 (noir) pourvu du Celeron M ULV

Associé à Microsoft et Samsung dans le projet Origami qui initiera les UMPC, Intel met au point une plate-forme apte à offrir une grande autonomie tout en offrant des performances correctes. C'est ainsi qu'il propose un Celeron M ULV 353 de type Dothan, cadencé à 900 MHz voire moins et accompagné d'un chipset 915 GMS et d'un IGP GMA 900. On le retrouvait entre autres sur :
- Asus Eee PC 701 puis 900[10].
- Projet Classmate d'Intel[11]
- Samsung Q1[12]
- Sony Vaio VGN-U8G[13]

| Modèle        | Cœurs    | Cœurs   | Fréquence | Cache  | Cache   | Mult. | Tension | Révision (Sspec)  | TDP | Bus         | Socket      | Référence                       | Commercialisation | Commercialisation | Commercialisation |
| Modèle        | Physique | Logique | Fréquence | L1     | L2      | Mult. | Tension | Révision (Sspec)  | TDP | Bus         | Socket      | Référence                       | Début             | Fin               |                   |
| ------------- | -------- | ------- | --------- | ------ | ------- | ----- | ------- | ----------------- | --- | ----------- | ----------- | ------------------------------- | ----------------- | ----------------- | ----------------- |
| Celeron M ULV |          |         |           |        |         |       |         |                   |     |             |             |                                 |                   |                   |                   |
| 353           | 1        | 1       | 900 MHz   | 64 Kio | 512 Kio | ×9    | 0,94 V  | B1 (SL7F7, SL7QX) | 5 W | FSB 400 MHz | µFC-BGA 479 | LE80536VC900512 RJ80536VC900512 | 20 juillet 2004   |                   |                   |

### Stealey
Vaguement annoncé lors du CeBit 2007, Intel présentera au cours de l'IDF 2007 de Pékin le successeur aux premiers Celeron M pour UMPC. Le processeur, connu au début sous le nom de code Stealey, est nommé Intel A100. Il constitue alors la Plateforme Intel Ultra Mobile 2007 qui introduit une nouvelle catégorie d'appareil mobile : les MID et apparait aussi comme une réponse au VIA C7M.

Intel A100 (haut droite), son northbridge (gauche), son southbridge (bas droite)

Le Stealey est dérivé de l'architecture Dothan (Pentium M) et gravé en 90 nm. Deux modèles furent proposés : les A100 (600 MHz) et le A110 (800 MHz). Ils sont intégrés au sein de la plate-forme McCaslin qui inclut aussi le chipset Little River (northbridge 945GU Express et southbridge ICH7U). L'ensemble offrait ainsi un TDP moyen de 1,95 W (max : 10 W) contre 3,4 W en moyenne pour la plate-forme précédente (max : 12,6 W) ce qui permettait entre autres d'augmenter par deux l'autonomie pour atteindre 4 - 5 heures. Il bénéficie à ce titre aussi d'un mode de veille C4 plus profond lui permettant d'atteindre une consommation de 0,4 W. Enfin la miniaturisation est accentuée avec une surface occupée de seulement 975 mm² pour le couple processeur-chipset-southbridge contre 2 915 mm² auparavant. Des modules optionnels permettaient de gérer le WiMAX. On le retrouvait entre autres sur les :
- Asus R2E-BH051E
- HTC Shift X9500
- Getac E100
- Samsung Q1

| Modèle | Cœurs    | Cœurs   | Fréquence | Cache  | Cache   | Mult. | Tension        | Révision (Sspec) | TDP | Bus         | Socket      | Référence       | Commercialisation | Commercialisation | Commercialisation |
| Modèle | Physique | Logique | Fréquence | L1     | L2      | Mult. | Tension        | Révision (Sspec) | TDP | Bus         | Socket      | Référence       | Début             | Fin               |                   |
| ------ | -------- | ------- | --------- | ------ | ------- | ----- | -------------- | ---------------- | --- | ----------- | ----------- | --------------- | ----------------- | ----------------- | ----------------- |
| A1x0   |          |         |           |        |         |       |                |                  |     |             |             |                 |                   |                   |                   |
| A110   | 1        | 1       | 800 MHz   | 64 Kio | 512 Kio | ×8    | 0,796 - 0,94 V | C0 (QSEJ)        | 3 W | FSB 400 MHz | µFC-BGA 663 | UM80536UC800512 | 18 avril 2007     |                   |                   |
| A100   | 1        | 1       | 600 MHz   | 64 Kio | 512 Kio | ×6    | 0,796 - 0,94 V | C0 (QUAC)        | 3 W | FSB 400 MHz | µFC-BGA 663 | UM80536UC600512 | 18 avril 2007     |                   |                   |

## Appareils mobiles et embarqués

### Silverthorne
Silverthorne est le premier processeur commercialisé sous l'appellation Atom. Il ne dérive pas de la microarchitecture Stealey mais repose sur une nouvelle microarchitecture nommée Bonnell et dont certains éléments sont inspirés de la microarchitecture Timna,. Elle constitue donc la première micro-architecture conçue spécialement pour les MID, successeur des UMPC et remplace à ce titre l'Intel A100. Il a été dévoilé au cours à l'IDF de 2007 de Pékin lors d'une première présentation des MID et de la plateforme associée au nom de code Menlow puis fut officiellement lancé lors de l'édition 2009 de l'IDF de Pékin. Le processeur compose, avec le chipset monopuce nommé Poulsbo, la plateforme Menlow qui porta un temps le nom de Centrino Atom avant d'être abandonné.

Schéma d'organisation du die du Silverthorne

Le processeur, 32 bit et mono cœur, est gravé en 45 nm via l'utilisation du hi-k metal gate, il comporte 47 millions de transistors ainsi qu'un contrôleur mémoire sur un die de 25 mm². Sa structure mono-cœur peut être compensée par l'utilisation du multithreading qui marque le retour de l'Hyper-Threading, rebaptisé Simultaneous Multithreading (SMT), et permet ainsi de maximiser les performances tout en limitant la consommation. Il est 1,5 fois plus petit que le Stealey (13×14 mm contre 14×19 mm) et offre un TDP bien plus bas (1 W contre 3 W) pour une fréquence supérieure pouvant atteindre 2 GHz (600 - 800 MHz pour le Stealey). Ainsi la consommation électrique a été limitée, gage d'autonomie, tout en améliorant ses performances de manière à faire tourner correctement un système d'exploitation ainsi que ses applications. Il bénéficie en outre d'un état de veille C6 permettant de vider le cache L2 et d'abaisser le TDP à 100 mW et même 80 mW pour le Z500. La consommation moyenne est d'environ 160 mW à 220 mW selon les modèles pour une consommation en charge de 650 mW pour le Z500.

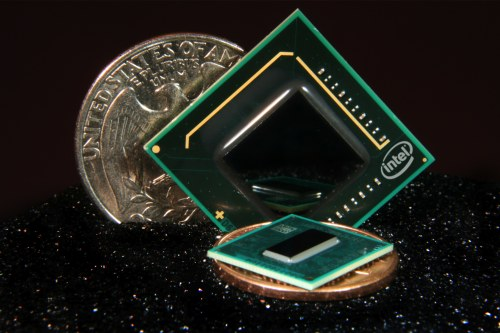
Intel Atom Z550 et son chipset Poulsbo à l'arrière-plan

Bien qu'Intel n'ait pas voulu communiquer de chiffres, il semble que le Z500 aurait des performances de 98 % par rapport au A110 en jeux, et de 70 % en bureautique tout en ayant un TDP de 0,65 W contre 3 W pour le Stealey. dans Spec_FP2000, un Atom obtient respectivement un score de 294, 402, 582 pour les Z500, Z515 et Z530 contre 1800 pour un Pentium 4 630. Selon Super PI, avec un résultat en 1 minute 48, un Atom Z530 serait entre un Pentium III-M (Tualatin) de 1,13 GHz et un Celeron-M (Dothan-512) de 900 MHz.

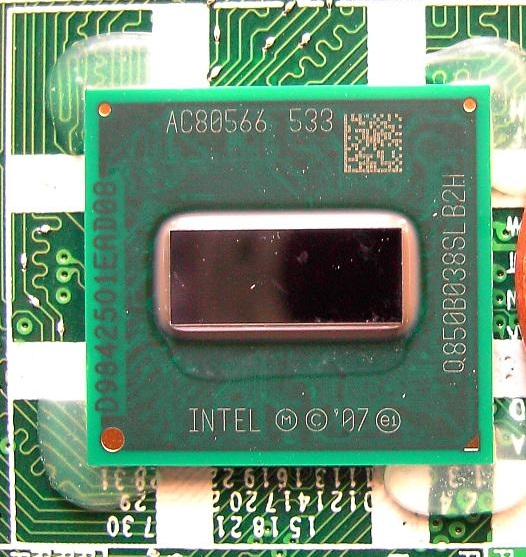
Intel Atom Z520 comparé à une pièce de 1 centime d'Euro (diamètre 16.25 mm)

Dès son lancement, la plate-forme, rassemblée sous le terme Centrino Atom, suscite un tel engouement qu'Intel ne peut satisfaire que 40 % des commandes. Cette pénurie se poursuivra durant tout l'été jusqu'en septembre 2008.
Au premier trimestre 2009, Intel a sorti des variantes de plusieurs de ses modèles se distinguant par le suffixe PT ou P. Ils se caractérisent tout d'abord par un package plus grand de 22×22 mm contre 13×14 mm habituellement (extension P) qui est induit par des billes de plus gros diamètre (1 mm contre 0,6 mm). Ces processeurs ont été spécialement conçus pour pouvoir fonctionner sous des températures industrielles fluctuant entre −40 °C à 85 °C (extension PT) ou sous des températures commerciales oscillant entre 0 et 70 °C (extension P). La désactivation de l'Hyper-Threading de ces modèles permet de diminuer le TDP à 2 W. Enfin ils sont accompagnés d'une version spéciale du chipset Poulsbo, le US15W Px, qui répond aux mêmes critères de fonctionnement.
| Modèle    | Cœurs    | Cœurs   | Fréquence | Cache  | Cache   | Mult. | Tension      | Révision (Sspec) | TDP    | Bus          | Socket  | Référence      | Commercialisation | Commercialisation | Commercialisation |
| Modèle    | Physique | Logique | Fréquence | L1     | L2      | Mult. | Tension      | Révision (Sspec) | TDP    | Bus          | Socket  | Référence      | Début             | Fin               |                   |
| --------- | -------- | ------- | --------- | ------ | ------- | ----- | ------------ | ---------------- | ------ | ------------ | ------- | -------------- | ----------------- | ----------------- | ----------------- |
| Atom Z5x0 |          |         |           |        |         |       |              |                  |        |              |         |                |                   |                   |                   |
| Z560      | 1        | 2       | 2,13 GHz  | 56 Kio | 512 Kio | x16   | 0,75 - 1,1 V | C0 (SLH63)       | 2,5 W  | FSB 533 MT/s | BGA 441 | AC80566UE046DW | T2 2010           | 24 mai 2011       |                   |
| Z550      | 1        | 2       | 2,00 GHz  | 56 Kio | 512 Kio | x15   | 0,75 - 1,1 V | C0 (SLGPT)       | 2,4 W  | FSB 533 MT/s | BGA 441 | AC80566UE041DW | 8 avril 2009      | 20 mai 2011       |                   |
| Z540      | 1        | 2       | 1,86 GHz  | 56 Kio | 512 Kio | ×14   | 0,75 - 1,1 V | C0 (SLB2M)       | 2,4 W  | FSB 533 MT/s | BGA 441 | AC80566UE036DW | 2 avril 2008      | 20 mai 2011       |                   |
| Z530P     | 1        | 2       | 1,60 GHz  | 56 Kio | 512 Kio | ×12   | 0,8 - 1,1 V  | C0 (SLGPN)       | 2,2 W  | FSB 533 MT/s | BGA 437 | CH80566EE025DW | 2 mars 2009       |                   |                   |
| Z530      | 1        | 2       | 1,60 GHz  | 56 Kio | 512 Kio | ×12   | 0,75 - 1,1 V | C0 (SLB6P)       | 2 W    | FSB 533 MT/s | BGA 441 | AC80566UE025DW | 2 avril 2008      | 20 mai 2011       |                   |
| Z520PT    | 1        | 2       | 1,33 GHz  | 56 Kio | 512 Kio | ×10   | 0,9 - 1,1 V  | C0 (SLGPP)       | 2,2 W  | FSB 533 MT/s | BGA 437 | CH80566EE014DT | 2 mars 2009       | 24 mai 2011       |                   |
| Z520      | 1        | 2       | 1,33 GHz  | 56 Kio | 512 Kio | ×10   | 0,75 - 1,1 V | C0 (SLB2H)       | 2 W    | FSB 533 MT/s | BGA 441 | AC80566UE014DW | 2 avril 2008      | 20 mai 2011       |                   |
| Z515      | 1        | 2       | 1,20 GHz  | 56 Kio | 512 Kio | ×12   | 0,75 - 1,1 V | C0 (SLGMG)       | 1,4 W  | FSB 400 MT/s | BGA 441 | AC80566UC009DV | 8 avril 2009      | 20 mai 2011       |                   |
| Z510PT    | 1        | 2       | 1,10 GHz  | 56 Kio | 512 Kio | ×11   | 0,75 - 1,1 V | C0 (SLGPR)       | 2,2 W  | FSB 400 MT/s | BGA 437 | CH80566EC005DT | 2 mars 2009       |                   |                   |
| Z510P     | 1        | 2       | 1,10 GHz  | 56 Kio | 512 Kio | ×11   | 0,8 - 1,1 V  | C0 (SLGPQ)       | 2,2 W  | FSB 400 MT/s | BGA 437 | CH80566EC005DW | 2 mars 2009       |                   |                   |
| Z510      | 1        | 1       | 1,10 GHz  | 56 Kio | 512 Kio | ×11   | 0,75 - 1,1 V | C0 (SLB2C)       | 2 W    | FSB 400 MT/s | BGA 441 | AC80566UC005DE | 2 avril 2008      |                   |                   |
| Z500      | 1        | 1       | 800 MHz   | 56 Kio | 512 Kio | ×8    | 0,8 - 1,1 V  | C0 (SLB6Q)       | 0,65 W | FSB 400 MT/s | BGA 441 | AC80566UC800DE | 2 avril 2008      | 4 juin 2010       |                   |

#### Plateforme Menlow

##### ChipsetsPoulsbo
Le Poulsbo, aussi nommé System Controller Hub (SCH), est un chipset à processeur graphique intégré (IGP) qui est dérivé d'un 915 associé à un southbridge ICH7-M et dont la composante graphique se présente comme un GMA 500. Il s'est avéré par la suite qu'il s'agissait en fait d'un mélange entre du matériel Intel et des composants PowerVR SGX535 pour la 3D et PowerVR VXD 370 pour l'accélération vidéo dont Intel a acheté une licence à Imagination Technologies. Grâce à son architecture unifiée et programmable, ces performances sont supérieures au GMA 950 puisqu'il peut décoder matériellement les flux HD jusqu'à 720p ou 1080i. Toutefois cette puce est d'une génération antérieure et est toujours gravée en 130 nm pour des raisons économiques. C'est, entre autres, son TDP de seulement 2,3 W qui a poussé Intel à le choisir. En conséquence, le Poulsbo est 2,7 fois plus gros que l'Atom et ne peut être intégré dans un smartphone.
Mais son plus gros défaut se porte sur les pilotes qu'Intel met peu à jour. Ainsi sous Windows XP, le chipset n'est pas utilisé au maximum de son potentiel contrairement à Windows Vista ou 7. Sous Linux, la situation est plus problématique. Tout d'abord le pilote n'est pas toujours intégré dans les dépôts officiels des distributions mais surtout la version Linux du pilote propriétaire n'est plus mise à jour depuis mars 2008 ce qui pourrait aboutir à sa suppression des quelques dépôts officiels où il est encore présent mais un utilisateur a réussi à prendre en charge par le chipset le décodage de flux vidéo au moyen d'une modification du X.Org et du support de la VA-API (Video Acceleration API). En 2012, Alan Cox a mis au point une nouvelle version du pilote qui ne supporte toujours pas l'accélération matériel mais fournit le kernel mode-setting. Néanmoins le pilote n'offre toujours pas un résultat satisfaisant.
Il existe plusieurs variantes du chipset Poulsbo dont la plus fréquente est aussi la plus complète : le US15W auquel il faut ajouter les déclinaisons destinées au domaine industriel : US15WP et US15WPT qui se distinguent surtout par un socket spécifique à l'image des versions P et PT des Atom Silverthorne. Le US15L se distingue par une plus grande diversité de sorties vidéos ainsi que par un maximum de mémoire vive inférieur (1 Gio contre 2 Gio auparavant). Enfin le US11L est la version d'entrée de gamme des Poulsbo avec un maximum de mémoire vive de 512 Mio.

#### Centrino Atom
La commercialisation de l'Atom Silverthorne s'est accompagnée de l'apparition d'une nouvelle gamme Centrino, baptisé Centrino Atom. Comme toute plate-forme Centrino, celle-ci nécessite un support pour le Wi-Fi et/ou le WiMAX et/ou la 3G via l'utilisation d'une puce Intel ou de fabricant tiers ce qui est une première pour une telle plate-forme. L'écran doit posséder une diagonale au moins égale à 6 pouces (15,24 cm) et le produit doit au moins présenter une diagonale de 7,5 pouces (19,5 cm) pour une épaisseur de 1,02 pouces (2,59 cm). Cependant la marque sera très vite abandonnée car les fabricants de netbooks préféraient installer d'autres processeurs Atom associés à des chipsets différents de la plate-forme Centrino Atom.

#### Serveurs
Parallèlement aux processeurs pour serveurs de marques Xeon ou Opteron, certains fabricants dont Seamicro ont proposé des serveurs basés sur des processeurs basse consommation tels que l'Atom ou le VIA Nano. Ce choix s'explique car certaines tâches ne nécessitent pas d'importante puissance de calcul comme les serveurs d'hébergement de fichiers ou les serveurs web. C'est ainsi que Seamicro a présenté le SM10000 de type unité 10 U comprenant 64 cartes mères, 8 cartes de stockage et 8 cartes Ethernet. Chaque carte-mère étant équipé de huit processeurs Atom Z530 et son chipset mais surtout d'une puce facilitant la virtualisation des ressources (réseau, stockage) avec les 512 processeurs. Le principal atout de ces serveurs est leur très faible consommation dont les gains pourraient attendre 75 % selon Seamicro pour une consommation globale de 2 kWh.

### Lincroft
Quatre mois après la commercialisation des processeurs Pineview, Intel poursuit le renouvellement de sa gamme Atom avec la plate-forme Moorestown chargée de succéder aux Silverthorne. Ces processeurs adoptent le concept de SoC (System on Chip) en embarquant sur le même boîtier le processeur et reprennent en conséquence, l'IGP et le northbridge. Le processeur est disponible en deux fréquences selon le support : 1,5 GHz pour les smartphones et 1,9 GHz pour les tablettes. Il est en outre optimisé pour l'économie d'énergie grâce au Power Gating qui permet de désactiver certaines des dix-neuf portions (appelés aussi îles) du processeur. Intel annonce ainsi une consommation au repos de la plateforme de 20 mW et d'une valeur minimale de l'ordre de 100 µW. Le fondeur a aussi introduit un équivalent à sa fonction Turbo dénommé Burst Performance Technology (BPT) et géré par une puce spéciale (Briertown, anciennement Mixed Signal IC) . Elle permettrait d'augmenter de manière significative les performances sur une très courte durée et sans trop affecter la consommation et l'échauffement de la plate-forme.
Par rapport à la précédente génération Silverthorne, Intel annonce des performances générales améliorées d'un facteur 1,5 à 3, des graphismes 2 à 4 fois plus riches grâce à son IGP GMA 600 ainsi que des gains de performances de 2 à 4 fois plus importants avec JavaScript.
Mais Intel a fort à faire dans le secteur des petits appareil mobiles car il n'est pas en position de leader et reste à la traine face aux puces à architecture ARM au point qu'il estime ne vendre que 10 millions de puces jusqu'en 2011. Pour contrer l'hégémonie des puces ARM, Intel s'est aussi lancé dans la conception de son propre système d'exploitation basé sur Linux : Moblin qui est devenu, à la suite de la fusion avec Maemo de Nokia, MeeGo mais ce dernier est encore trop jeune pour espérer se faire une place sur le marché ce qui a poussé Intel a aussi porter Android sur ses processeurs Atom.
Malgré ses efforts, la première génération Lincroft est un échec cuisant pour le fondeur qui n'arrive guère à placer sa plate-forme dans des produits grand public. Ces piètres résultats entrainèrent le départ de Anand Chandrasekher, responsable de la division Ultra Mobility Group et la mise au point d'une seconde plate-forme nommé Oak Trail. Elle se caractérise entre autres par le support de Windows 7. En effet, et bien que le processeur supporte les instructions x86, la plate-forme Moorestown ne supporte pas l'exécution de Windows car elle ne possède pas de bus PCI et la réduit au support de Windows CE.
| Modèle                 | Cœurs    | Cœurs   | Fréquence        | Fréquence | Cache  | Cache   | Mult. | Tension (V)  | Révision (Sspec) | TDP (W) | Bus                   | Socket  | Référence       | Commercialisation | Commercialisation | Commercialisation |
| Modèle                 | Physique | Logique | Processeur (GHz) | IGP (MHz) | L1     | L2      | Mult. | Tension (V)  | Révision (Sspec) | TDP (W) | Bus                   | Socket  | Référence       | Début             | Fin               |                   |
| ---------------------- | -------- | ------- | ---------------- | --------- | ------ | ------- | ----- | ------------ | ---------------- | ------- | --------------------- | ------- | --------------- | ----------------- | ----------------- | ----------------- |
| Atom Z6x0 - Moorestown |          |         |                  |           |        |         |       |              |                  |         |                       |         |                 |                   |                   |                   |
| Z600                   | 1        | 2       | 1,5 - 1,9        | 400       | 56 Kio | 512 Kio |       |              |                  |         | DMI + 1×DDR2/LPDDR1   |         |                 | aucune            | aucune            |                   |
| Atom Z6x0 - Oak Trail  |          |         |                  |           |        |         |       |              |                  |         |                       |         |                 |                   |                   |                   |
| Z670                   | 1        | 2       | 1,5              | 400       | 56 Kio | 512 Kio |       | 1,1125 - 1,5 | C0 (SLC2P)       | 3       | DMI + 1×LPDDR1/LPDDR2 | BGA 518 | AY80609007293AA | 11 avril 2011     | 31 mai 2013       |                   |
| Z650                   | 1        | 2       | 1,2              | 400       | 56 Kio | 512 Kio |       | 1,1125 - 1,5 | C0 (SLC2Q)       | 3       | DMI + 1×LPDDR1/LPDDR2 | BGA 518 | AY80609007296AA | 11 avril 2011     | 5 février 2013    |                   |

#### Plate-forme Moorestown
Malgré ses différents efforts pour concurrencer les puces ARM, la plate-forme Moorestown se contenta de rester à l'état de projet, aucun fabricant n'ayant proposé de produits équipés de cette plate-forme.

##### Processeur graphique
Le processeur graphique est remplacé par un GMA 600. Il supporte OpenGL ES 2.0, OpenGL 2.1 et OpenVG 1.1 et peut afficher une définition de 1 366 × 768 via une interface LVDS ou de 1 024 × 600 via une interface MiPi. Ces définitions, supérieures aux écrans des mobiles, permettent d'envisager l'implantation de la plate-forme Moorestown dans des netbooks à l'image des Silverthorne. Il peut aussi gérer les contenus HD matériellement (MPEG-4 Part 2, H.264 en décompression et compression ; WMV, VC-1 en décompression uniquement). Enfin le contrôleur mémoire peut gérer 1 Go de LPDDR1 (mémoire basse consommation) à 200 MHz ou 2 Go de DDR2 à 400 MHz sur un seul canal.
À l'image du précédent chipset Poulsbo pour processeur Silverthorne, le GMA 600 est conçu à partir du PowerVR SGX 535 d'Imagination Technologies. Or, le Poulsbo a laissé un très mauvais souvenir au sein de la communauté Linux de par l'absence de suivi régulier du pilote, et certains présagent un avenir similaire pour les pilotes du GMA 600.

##### Southbridge MP20
L'ensemble est accompagné d'un nouveau chipset, le MP20 (nom de code Langwell), qui ne gère que les entrées/sorties (E/S). Il comporte des contrôleurs USB, ATA, de carte mémoire SD et audio. Le chipset intègre aussi la technologie Smart & Secure permettant une sécurisation des données (norme AES, DES, 3DES, RSA, ECC, SHA-1/2, DRM) ainsi qu'un démarrage sécurisé. La puce est enfin conçue par un fabricant tiers, TSMC.

##### Puce Briertown
Pour optimiser l'autonomie de sa plate-forme, Intel a inclus une troisième puce destinée exclusivement à la gestion de l'énergie à l'image de la puce de gestion intégrée dans les processeurs Nehalem. Anciennement nommée Mixed Signal IC, cette puce supervise le BPT, le Power Gating, les différents états du processeur, l'alimentation des ports USB et même la gestion de la fréquence du processeur habituellement gérée par ce dernier. Elle est produite par des fabricants tiers (Freescale, NEC, Maxim entre autres) avec une gravure de 130 nm. Elle est censée offrir une consommation 50 fois moins élevé que la plate-forme Menlow.

#### Plate-forme Oak Trail
Succédant à Moorestown, la plate-forme Oak Trail a pour but de faire oublier l'échec de cette première en comblant certaines lacunes comme le support des systèmes Windows 7. Elle a été en priorité mise au point pour les tablettes : le segment est en plein essor et le fondeur ne veut pas qu'il lui échappe au profit des puces ARM. La plate-forme est ainsi brièvement présentée lors de l'IDF 2010 de San Francisco intégrée à des tablettes dont la Webtab et un modèle Dell mais sa commercialisation ne débute qu'à l'ouverture de l'IDF 2011 de Pékin. À cette occasion, outre le Z670, Intel annonce aussi le Z650 destiné lui au marché de l'embarqué. Enfin et contrairement à la plate-forme précédente, plusieurs produits dont la tablette 7-Series de Samsung et la Dell Latitude ST sont annoncés. Les deux puces (CPU+GPU et SM35) en profitent aussi pour réduire de taille en passant respectivement à 13,8 × 13,8 mm et 14 × 14 mm. Des défauts persistent cependant comme son tarif de 75 $ (pour 1 000 pièces) jugés élevé par rapport aux offres ARM tout comme sa gravure 45 nm alors que le concurrent proposera bientôt des gravures plus fines.

##### Processeur graphique
Le processeur évolue peu mais intègre une solution de décodage pour les vidéos HD 1080p. Cette dernière permettrait de limiter l'occupation CPU à 14 % contre 63 % (720p) à 92 % (1080p) pour un N455. Dans le même temps la consommation lors de la lecture en 720p passerait de 1 W contre 3 W pour le N455.

##### Southbridge SM35
Le chipset Whitney Point dérive de Langwell auquel il rajoute entre autres le support du SATA, de l'audio HD et de l'HDMI 1.3a.

### Penwell
Nouvelle génération d'Atom destinés en priorité pour les tablettes et smartphones, sortie en 2012. Plusieurs informations sont apparues sous réserve de modifications :
- Présentation durant le Computex 2011 de Taipei d'un prototype sous Google Android 3.0 (Honeycomb)[57]. Intel serait en train de terminer le support de Android Jelly Bean[58].
- Son TDP en veille atteindrait 2,6 W d'après des fuites publiés avant le CES 2012[59].
- Premier test d'un Z2460 sur un modèle de présentation fournis par Intel : le Lava Xolo X900[60]
- Intel a présenté une tablette de référence à l'IDF 2012 sur la base d'un Z2760 et tournant sous Windows 8[61]. Deux designs de référence ont été dévoilés : 10 pouces et 11 pouces disposant d'un clavier. Le processeur est un dual-core disposant de l'Hyper-Threading.
- ZTE a présenté lors de l'IFA 2012, le ZTE Grand X IN[62] incorporant un Atom Z2640 (1,6 GHz). Contrairement aux précédentes présentations, ce smartphone bénéficie d'un design original et sera commercialisé en septembre pour l'Europe. C'est aussi le premier téléphone sous Atom supportant Android 4.0. Il devrait être rejoint par un modèle construit conjointement par Motorola et Intel[63].

### Cloverview
Cloverview est une version optimisée de Medfield déclinée sur les tablettes (Clover Trail) et les smartphones (Clover Trail +). Il repose aussi sur la micro-architecture Saltwell, gravé en 32 nm. La principale évolution réside dans l'adoption de deux cœurs physiques fournissant quatre cœurs logiques grâce à l'hyper-threading. Le reste des composantes évolue comme la composante graphique qui migre vers un PowerVR SGX 545 ou PowerVR SGX 544MP2 selon les sources. Bien que supportant DirectX 10, il sera restreint à DirectX 9.3L. De même il ne supporte que des définitions maximales de 1920 × 1200 contre 2560 × 1600 pour des plateformes concurrentes comme le Nexus 10. Intel indique que les performances GPU du Z2580 seraient trois fois supérieures au Z2460. Le support d'encodage et décodage vidéo fourni par Img Tech évolue aussi tout comme le bloc Silicon Hive qui peut gérer 2 caméras en simultané (une 2 MP et une 16 MP mais limité à 8 MP en mode rafale) contre une seules pour les smartphones. Il est capable de gérer 15 images par seconde contre 10 images par seconde pour les 2460. Le capteur photo peut aussi enregistrer des vidéos en Full HD 1080p et 30 fps comme pour la génération précédente. Cloverview inclut les technologies Identity Protection Technology (IPT) et WiDi. Le principal ajout porte sur la gestion de la consommation. Pour augmenter l'autonomie, le processeur supporte trois nouveaux états S0i 1, 2 et 3 qui s'intercalent entre les états S0 (actif) et S3/4. Ils permettent de réveiller le processeur en respectivement 100 microsecondes, 3 et 300 millisecondes. Selon Intel, les performances d'une tablette sous Clover Trail seraient équivalentes en matière d'autonomie à un iPad2 (SoC ARM Cortex-A9 gravé en 45 nm), soit entre 10 et 13 heures. Par ailleurs, Intel indique que ses puces supporteront Windows 8 et non Windows RT comme les puces ARM. Intel indiqua initialement ne fournir aucun pilote pour Linux et par extension pour Android avant de revenir sur ses propos et annoncer un SoC destiné aux plates-formes Android.

Sa commercialisation s'accompagne de l'apparition de deux modems : le XMM 6360 capable de gérer la 3G+ jusqu'à 42 Mb/s (DC-HSPA+) puis le XMM 7160 compatible avec la 4G/LTE.
| Modèle                     | Cœurs    | Cœurs   | Fréquence  | Fréquence | Fréquence | Cache  | Cache | Mult. | Tension | Révision (Sspec) | TDP   | Bus | Socket    | Référence | Commercialisation | Commercialisation | Commercialisation |
| Modèle                     | Physique | Logique | Processeur | Turbo     | IGP       | L1     | L2    | Mult. | Tension | Révision (Sspec) | TDP   | Bus | Socket    | Référence | Début             | Fin               |                   |
| -------------------------- | -------- | ------- | ---------- | --------- | --------- | ------ | ----- | ----- | ------- | ---------------- | ----- | --- | --------- | --------- | ----------------- | ----------------- | ----------------- |
| Atom Z2xx0 - Clover Trail  |          |         |            |           |           |        |       |       |         |                  |       |     |           |           |                   |                   |                   |
| Z2760                      | 2        | 4       | 1,3 GHz    | 1,8 GHz   | 533 MHz   | 56 Kio | 1 Mio |       |         |                  | 1,7 W |     | FC-MB4760 |           | 27 septembre 2012 |                   |                   |
| Atom Z25x0 - Clover Trail+ |          |         |            |           |           |        |       |       |         |                  |       |     |           |           |                   |                   |                   |
| Z2580                      | 2        | 4       | 933 MHz    | 2,0 GHz   | 533 MHz   | 56 Kio | 1 Mio |       |         |                  |       |     | FC-MB4760 |           | 27 septembre 2012 |                   |                   |
| Z2560                      | 2        | 4       | 933 MHz    | 1,6 GHz   | 400 MHz   | 56 Kio | 1 Mio |       |         |                  |       |     | FC-MB4760 |           | 25 février 2013   |                   |                   |
| Z2520                      | 2        | 4       | 933 MHz    | 1,2 GHz   | 300 MHz   | 56 Kio | 1 Mio |       |         |                  |       |     | FC-MB4760 |           | 25 février 2013   |                   |                   |

#### Plate-forme Clover Trail
La plate-forme destinée aux tablettes a été dévoilée la première fois lors de l'IDF 2012 à Pékin. Deux designs de référence sous Windows RT ont été présentées : 10 pouces et un modèle 11 pouces disposant d'un clavier. La plate-forme, déclinée avec un seul processeur qui succède à l'Atom Z2610, sert de support à la commercialisation des premières tablettes sous Windows RT.

#### Plate-forme Clover Trail+
Clover Trail + se destine aux smartphones. La puce succède à l'Atom Z2460 et verrait ses performances CPU et GPU doubler.

### Valleyview
(gravure 22 nm, exécution dans le désordre, attendu début 2014, puis fin 2013)

#### Plate-forme Bay Trail T
Pour tablettes.

#### Plate-forme Merrifield
Pour smartphones.

## Électronique grand public

### Sodaville
Intel a lancé à l'IDF 2009 de San Francisco une nouvelle gamme de processeur de type SoC (System on Chip) chargée de remplacer la précédente génération CE3100 basée sur les Pentium M et qui est compatible broche à broche. Les Atom CE 41x0, sont destinés aux téléviseurs, aux décodeurs et autres boîtiers IPTV. Ils sont capables de décoder deux flux vidéo 1080p simultanément ainsi que de gérer le MPEG-4 grâce à l'ajout d'un processeur graphique GMA 500 et le support de la norme HDMI 1.3a. Il introduit aussi un contrôleur pour la mémoire flash de type NAND et supporte la DDR2 ainsi que la DDR3 sur deux canaux, le SATA 3 Gbit/s et l'USB 2.0.
Le puce ne rencontre cependant pas le succès au point que les produits équipés apparaissent si lentement que la plupart ont été dévoilés en même temps que le lancement de son successeur : l'Atom CE4200. Le premier fut l'Orange Box qui fit l'objet d'une démonstration lors d'une keynote d'Intel au CES 2010. Elle sera suivie un an après par la sortie de la Freebox Révolution. Équipée initialement d'une puce NVIDIA Tegra 2, la Boxee Box fut finalement lancée durant l'IDF de San Francisco en septembre 2010 avec un Atom CE4100. Cette modification s'explique par l'absence de décodage matériel du H264 High-Level par la puce ARM de NVIDIA contrairement au CE4100 qui le gère intégralement jusqu'à un débit de 90 Mb/s. À cette occasion, le prix de la Boxee Box passe de 200 $ à 229,99 $. Enfin la Google TV de Logitech est elle aussi pourvue d'une puce Sodaville.
En octobre 2011, Intel décide d'abandonner le projet laissant le segment des télés connectés aux puces à architecture ARM. Ces dernières s'avèrent moins chères et plus puissantes tout en étant moins envergivores. Elles sont de plus dotées de fonctions de codage et décodages spécifiques.
Néanmoins Intel ne devrait pas quitter définitivement et s'orienter davantage vers les solutions multimédia alternatives au vu du succès de ces puces dans les box ADSL. Les équipes de développement responsables de ces processeurs pour le laboratoire Digital Home Group seraient ainsi réaffectées au sein des équipes travaillant sur les puces pour tablette tactile.
| Modèle      | Nb. cœurs | Fréquence | Fréquence | Cache  | Cache   | Mult. | Tension | TDP | Bus | Socket    | Référence | Commercialisation |
| Modèle      | Nb. cœurs | Cœurs     | GMA 500   | L1     | L2      | Mult. | Tension | TDP | Bus | Socket    | Référence | Commercialisation |
| ----------- | --------- | --------- | --------- | ------ | ------- | ----- | ------- | --- | --- | --------- | --------- | ----------------- |
| Atom CE41x0 |           |           |           |        |         |       |         |     |     |           |           |                   |
| CE4150      | 1         | 1,2 GHz   | 400 MHz   | 64 Kio | 512 Kio |       |         | 9 W | FSB | FCBGA 951 |           | septembre 2009    |
| CE4130      | 1         | 1,2 GHz   | 200 MHz   | 64 Kio | 512 Kio |       |         | 7 W | FSB | FCBGA 951 |           | septembre 2009    |
| CE4100      | 1         | 1,2 GHz   | 200 MHz   | 64 Kio | 512 Kio |       |         | 7 W | FSB | FCBGA 951 |           | septembre 2009    |

### Groveland
Un an après avoir présenté ses puces Sodaville, Intel renouvelle sa gamme SoC pour médias domestiques (TV, décodeurs) avec la série Atom CE4200 que le fondeur a brièvement présenté lors de l'IDF 2010 de San Francisco. Doug Davis, vice-président du groupe architecture d'Intel, la décrit comme destinée aux TV évoluées ou connectées (smart TV). Le processeur, gravé en 45 nm, repose probablement sur la même architecture que la plate-forme Moorestown, à savoir Lincroft. Par rapport à la génération Sodaville, elle se distingue par l'ajout d'un moteur d'encodage des flux H264, de la gestion des flux 3D et du support de l'HDMI 1.4 en plus de supporter le décodage du 1080p, à l'image de son prédécesseur. L'un des premiers produits qui devrait intégrer cette génération de processeur est la BBox de Bouygues Telecom qui fut annoncée comme étant en développement depuis deux mois au cours du CES 2011,.
| Modèle      | Nb. cœurs | Fréquence | Fréquence | Cache  | Cache   | Mult. | Tension | TDP | FSB | Socket | Référence | Commercialisation |
| Modèle      | Nb. cœurs | Cœurs     | GMA       | L1     | L2      | Mult. | Tension | TDP | FSB | Socket | Référence | Commercialisation |
| ----------- | --------- | --------- | --------- | ------ | ------- | ----- | ------- | --- | --- | ------ | --------- | ----------------- |
| Atom CE4200 |           |           |           |        |         |       |         |     |     |        |           |                   |
| CE4200      | 1         | 1,2 GHz   |           | 64 Kio | 512 Kio |       |         |     |     |        |           | septembre 2010    |

### Tunnel Creek
En marge des puces Groveland, Intel a aussi lancé une nouvelle gamme de puce de type SoC lors de l'IDF 2010 de San Francisco à destination du marché de l'embarqué très basse consommation et initialement dévoilé au cours de l'IDF 2010 de Pékin. Le processeur intégrera la plate-forme Queensbay. Il se distingue par un TDP très bas (environ 3 W) et une liaison PCI Express entre le processeur et le chipset (chipset Intel EG20T) qui permet aussi d'exploiter des chipsets tiers pour des utilisations spécifiques. Bien que l'on ne connaisse rien de son architecture, celle-ci devrait incorporer un GMA 600, un contrôleur mémoire DDR2 (DDR2-800) ainsi que le support de la virtualisation et de l'Hyper-threading.
La gamme est disponible en deux versions : standard pour une utilisation commerciale (température comprise entre 0 et 70 °C) et la série T pour une utilisation industrielle (température comprise entre -40 et 85 °C). Contrairement aux chipsets pour Silverthorne disponibles en version P et PT, seul un modèle est disponible pour Tunnel Creek et bénéficie par défaut des spécifications industrielles. En 2011, Intel proposera une seconde déclinaison de son Intel E600 avec la plate-forme Stellarton. Elle se consistera en l'ajout d'une puce FPGA Arria II GX programmable et intégrée au die de l'Atom.
Dès janvier 2012, les puces commercialisées seraient compatibles avec la version 2.3 d’Android (Gingerbread). Il s'agirait pour le fondeur d'élargir le support de ces processeurs mais certains s'interrogent sur l'opportunité de supporter une version sortie près d'un an auparavant alors que les produits disponibles en 2012 seront principalement sous les versions 3 Honeycomb ou 4 Ice Cream Sandwich.
| Modèle                      | Nb. cœurs | Fréquence | Fréquence | Cache  | Cache   | Mult. | Tension         | Révision (Sspec) | TDP   | Bus             | Socket     | Référence       | Commercialisation |
| Modèle                      | Nb. cœurs | Cœurs     | GMA 600   | L1     | L2      | Mult. | Tension         | Révision (Sspec) | TDP   | Bus             | Socket     | Référence       | Commercialisation |
| --------------------------- | --------- | --------- | --------- | ------ | ------- | ----- | --------------- | ---------------- | ----- | --------------- | ---------- | --------------- | ----------------- |
| Atom E6x0(T) - Tunnel Creek |           |           |           |        |         |       |                 |                  |       |                 |            |                 |                   |
| E680T                       | 1         | 1,6 GHz   | 400 MHz   | 56 Kio | 512 Kio |       | 1,045 - 1,155 V | (SLH95)          | 3,9 W | PCI-E 2 500 MHz | BGA 676    | CT80618007035AB | 14 septembre 2010 |
| E680                        | 1         | 1,6 GHz   | 400 MHz   | 56 Kio | 512 Kio |       | 1,045 - 1,155 V | (SLH94)          | 3,9 W | PCI-E 2 500 MHz | BGA 676    | CT80618007035AA | 14 septembre 2010 |
| E660T                       | 1         | 1,3 GHz   | 400 MHz   | 56 Kio | 512 Kio |       | 1,045 - 1,155 V |                  | 3,3 W | PCI-E 2 500 MHz | BGA 676    | CT80618003201AB | 14 septembre 2010 |
| E660                        | 1         | 1,3 GHz   | 400 MHz   | 56 Kio | 512 Kio |       | 1,045 - 1,155 V |                  | 3,3 W | PCI-E 2 500 MHz | BGA 676    | CT80618003201AA | 14 septembre 2010 |
| E640T                       | 1         | 1,0 GHz   | 320 MHz   | 56 Kio | 512 Kio |       | 1,045 - 1,155 V | (SLH5M)          | 3,3 W | PCI-E 2 500 MHz | BGA 676    | CT80618005841AB | 14 septembre 2010 |
| E640                        | 1         | 1,0 GHz   | 320 MHz   | 56 Kio | 512 Kio |       | 1,045 - 1,155 V | (SLH55)          | 3,3 W | PCI-E 2 500 MHz | BGA 676    | CT80618005841AA | 14 septembre 2010 |
| E620T                       | 1         | 0,6 GHz   | 320 MHz   | 56 Kio | 512 Kio |       | 1,045 - 1,155 V | (SLH5N)          | 2,7 W | PCI-E 2 500 MHz | BGA 676    | CT80618005844AB | 14 septembre 2010 |
| E620                        | 1         | 0,6 GHz   | 320 MHz   | 56 Kio | 512 Kio |       | 1,045 - 1,155 V | (SLH56)          | 2,7 W | PCI-E 2 500 MHz | BGA 676    | CT80618005844AA | 14 septembre 2010 |
| Atom E6x0C(T) - Stellarton  |           |           |           |        |         |       |                 |                  |       |                 |            |                 |                   |
| E665CT                      | 1         | 1,3 GHz   |           | 56 Kio | 512 Kio |       |                 | (SLH9H)          | 3,6 W | PCI-E 2 500 MHz | FCBGA 1466 | CY80632007224AA | 22 novembre 2010  |
| E665C                       | 1         | 1,3 GHz   |           | 56 Kio | 512 Kio |       |                 | (SLH9X)          | 3,6 W | PCI-E 2 500 MHz | FCBGA 1466 | CY80632007224AB | 22 novembre 2010  |
| E645CT                      | 1         | 1,0 GHz   |           | 56 Kio | 512 Kio |       |                 | (SLH9J)          | 3,6 W | PCI-E 2 500 MHz | FCBGA 1466 | CY80632007221AA | 22 novembre 2010  |
| E645C                       | 1         | 1,0 GHz   |           | 56 Kio | 512 Kio |       |                 | (SLH9Y)          | 3,6 W | PCI-E 2 500 MHz | FCBGA 1466 | CY80632007221AB | 22 novembre 2010  |
| E625CT                      | 1         | 0,6 GHz   |           | 56 Kio | 512 Kio |       |                 | (SLH9K)          | 2,7 W | PCI-E 2 500 MHz | FCBGA 1466 | CY80632007227AA | 22 novembre 2010  |
| E625C                       | 1         | 0,6 GHz   |           | 56 Kio | 512 Kio |       |                 | (SLH9Z)          | 2,7 W | PCI-E 2 500 MHz | FCBGA 1466 | CY80632007227AB | 22 novembre 2010  |

### Berryville
(gravure 32 nm, sortie 2012)

### Successeur de Berryville
(gravure 22 nm, exécution dans le désordre, attendu début 2014)

## Netbooks et nettops

### Diamondville
Les processeurs Diamondville sont apparus en même temps que les netbooks et ont permis de populariser la marque Atom auprès du grand-public. Ils reposent sur les mêmes cœurs que les puces Silverthorne, on distingue les modèles de la série N destinés aux netbooks tandis que les modèles de la série 200-300 sont pourvus d'un TDP plus élevé et se cantonnent à quelques exceptions près aux nettops. Ils constituent avec le chipset 945GC-GSE la plateforme Shelton destinée à concurrencer les AMD Sempron sur les ordinateurs portables premier prix tout en leur offrant une plus grande autonomie (8 heures environ). Il s'agit en fait de la deuxième version de la plateforme Shelton, la première version constituée d'un Celeron sans cache L2 et associé à un chipset i845GV n'a jamais été commercialisée. Outre le secteur des OEM, les processeurs Diamondville sont aussi disponibles sur carte-mère au format mini-ITX.

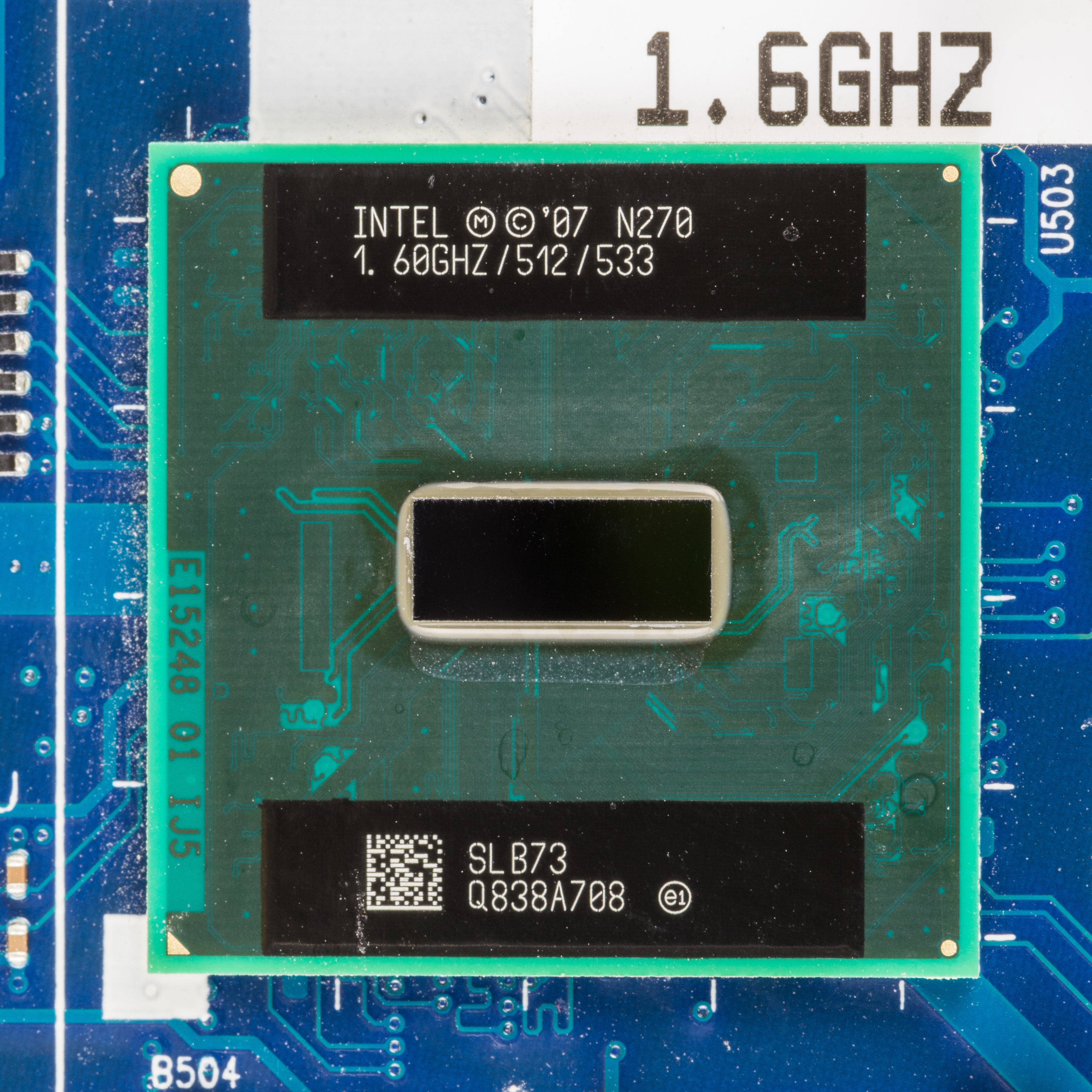
Intel Atom 270

À la fin septembre 2008, Intel a lancé son premier processeur Atom double cœur : l'Atom 330. Il consiste en la juxtaposition de deux dies Diamondville 230 sur le même package et reliés entre eux et avec le chipset par un FSB 533 MHz. Mais sa consommation est jugée trop élevée (TDP de 13 W) pour une utilisation dans un netbook et son tarif initial de 43 $ le rapprochait fortement des Celeron. Bien que ces modèles n'eussent pas été conçus pour de l'overclocking, MSI proposa pour son Wind une option dans le Bios permettant de monter la fréquence du processeur jusqu'à 2 GHz, un utilisateur a même réussi à monter jusqu'à 2,315 GHz, grâce à un refroidissement à l'azote.
Face à un système basé sur un Athlon 64 2000+ (1,00 GHz), la plate-forme Shelton (Atom 230) est légèrement en retrait en matière de consommation tant en idle (40,5 W contre 38,8 W) qu'en charge (44,9 W Contre 41,2 W) bien que son TDP soit plus bas (4 W contre 8 W). Par ailleurs l'Atom s'avère moins performant sur des tests applicatifs (internet, iTunes, Lame, AVG Antivirus, WinRAR, Cinema 4D, PCMark 05) d'environ 13 % tandis qu'un Celeron 220 est plus performants que l'Atom et l'Athlon 64+ (+ 23 %). Ces différences se remarquent aussi en lecture vidéo en raison de son chipset vieillissant face au chipset AMD 780G.
| Modèle    | Cœurs    | Cœurs   | Fréquence | Cache      | Cache       | Mult. | Tension     | Révision (Sspec) | TDP   | Bus          | Socket  | Référence      | Commercialisation | Commercialisation | Commercialisation |
| Modèle    | Physique | Logique | Fréquence | L1         | L2          | Mult. | Tension     | Révision (Sspec) | TDP   | Bus          | Socket  | Référence      | Début             | Fin               |                   |
| --------- | -------- | ------- | --------- | ---------- | ----------- | ----- | ----------- | ---------------- | ----- | ------------ | ------- | -------------- | ----------------- | ----------------- | ----------------- |
| Atom 3x0  |          |         |           |            |             |       |             |                  |       |              |         |                |                   |                   |                   |
| 330       | 2        | 4       | 1,60 GHz  | 2 × 56 Kio | 2 × 512 Kio | ×12   | 0,9 - 1,1 V | C0 (QKGY, SLG9Y) | 8 W   | FSB 533 MT/s | BGA 437 | AU80587RE0251M | 21 septembre 2008 | 7 mai 2010        |                   |
| Atom 2x0  |          |         |           |            |             |       |             |                  |       |              |         |                |                   |                   |                   |
| 230       | 1        | 2       | 1,60 GHz  | 56 Kio     | 512 Kio     | ×12   | 0,7 - 1,2 V | C0 (SLB6Z)       | 4 W   | FSB 533 MT/s | BGA 437 | AU80586RE025D  | 3 juin 2008       | 7 mai 2010        |                   |
| Atom N2x0 |          |         |           |            |             |       |             |                  |       |              |         |                |                   |                   |                   |
| N280      | 1        | 2       | 1,66 GHz  | 56 Kio     | 512 Kio     | ×10   | 1,1 V       | C0 (SLGL9)       | 2,5 W | FSB 667 MT/s | BGA 437 | AU80586GF028D  | 1er trim. 2009    |                   |                   |
| N270      | 1        | 2       | 1,60 GHz  | 56 Kio     | 512 Kio     | ×12   | 1,1 V       | C0 (SLB73)       | 2,5 W | FSB 533 MT/s | BGA 437 | AU80586GE025D  | 3 juin 2008       | 7 mai 2010        |                   |

#### Plate-forme Shelton

##### Chipset 945GC
Le premier chipset assorti au Atom de type Diamondville s'est révélé peu adapté aux processeurs Atom et à leur régime de faible consommation. Il est en effet issu de la famille Lakeport lancée en novembre 2005 d'où une gravure de 90 nm mais surtout un TDP élevé de 22,2 W à comparer aux 2,5 à 8 W pour le processeur (CPU) et auquel il faut rajouter celui du southbridge (3,3 W). Ce dernier est un southbridge ICH7 et les deux puces occupent en outre un espace conséquent (34×34 mm pour le northbridge et 31×31 mm pour le southbridge) ce qui limite la miniaturisation. La composante graphique du 945GC est le GMA950, il est cadencé à 400 MHz et ne supporte que DirectX 9. Il utilise en outre une partie de la mémoire vive comme mémoire vidéo. Au vu de ces piètres performances, Intel cantonna ce chipset au secteur des nettops, privilégiant le 945GSE pour les netbooks.

##### Chipset 945GSE

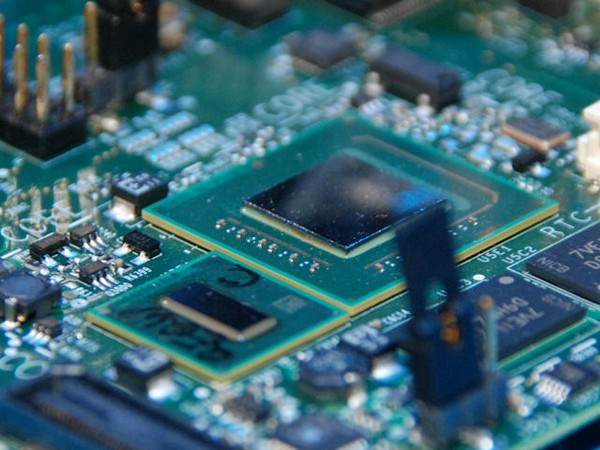
Intel Atom et son chipset 945GSE en arrière-plan.

Le 945GSE se présente comme une solution plus adaptée pour les netbooks à base de solution Atom de par sa consommation réduite (TDP : 11,8 W) mais ils conservent les mêmes défauts que le 945GC à savoir une technologie relativement ancienne, la présence d'un cœur graphique GMA950 et d'une troisième puce : le southbridge ICH7-M au TDP similaire (3,3 W). Seule l'utilisation de puces tiers permet d'améliorer ses performances pour la lecture de flux HD par exemple.

##### Chipset GN40 (annulé)
Au début de l'année 2009, Intel devait rattraper son retard sur la plate-forme Ion grâce à l'arrivée du chipset GN40 associé à la commercialisation de l'Atom N280. Ce chipset se distinguait tout d'abord par sa conception récente puisque dérivée du GM45 sorti en septembre 2008. Il intégrait un nouveau contrôleur mémoire qui permettait de supporter la mémoire DDR2 667 MHz contre 533 MHz pour les précédents chipsets. Il bénéficiait aussi du GMA X4500HD qui permet contrairement au GMA950 de décoder les flux HD en 1080p mais ne pouvait supporter la lecture de Blu-ray. Cependant le support l’accélération vidéo HD n'aurait été possible que via l'utilisation d’une API spécifique (DXVA 2.0) qui n'est disponible que sous Windows Vista tout comme le support de DirectX 10 or Windows Vista fut très peu utilisé sur les netbooks au profit de Windows XP. De plus cette évolution des performances se serait faite au détriment de la consommation puisque son TDP était annoncé à 16,5 W. Il continuait en outre de dépendre d'une troisième puce pour le southbridge (ICH9-M) mais face à une baisse de la demande en netbooks, Intel se résigna à annuler en mai 2009 son chipset.

#### Plate-forme ION (Nvidia)
Pour concurrencer les solutions Intel pour sa gamme Atom, Nvidia a dévoilé en décembre 2008 sa plate-forme ION. Le prototype dévoilé alors se basait sur un Atom 230 ou 330 auquel était associé un chipset GeForce 9400M (MCP79), le tout implanté sur une carte-mère au format Pico-ITX. En comparaison de la GeForce 9400, la version mobile se distingue par sa fréquence du cœur et des shaders plus basse : 450 MHz/1 100 MHz contre 580 MHz /1 400 MHz pour la 9400 ce qui permet d'abaisser sa consommation. Contrairement aux chipsets Intel, la GeForce 9400M se contente d'une seule puce contre deux pour les 945 en raison de la disparition du southbridge. Elle est en outre gravée en 65 nm et mesure 35×35 mm.
Asus avait auparavant tenté l'expérience avec le N10, un ultraportable équipé d'un Atom N270 et d'une GeForce 9300M GS commercialisé en septembre 2008. En août 2009, des rumeurs ont commencé à circuler sur l'apparition d'une déclinaison ION LE qui se distinguerait par l'absence de support de DirectX 10. Il s'avéra par la suite que cette version LE n'était qu'une astuce marketing pour distinguer les modèles à destination de Windows XP. Le ION LE est en outre basé sur la même puce que la plate-forme ION ce qui rend possible sa transformation en modifiant le pilote graphique. Certaines rumeurs parlaient aussi de la mise au point d'un second chipset décrit comme une version spéciale de la puce MCP7A et capable de supporter le SLI grâce à ses deux liens PCIe 8x. Dans le même temps, des rumeurs ont aussi circulé

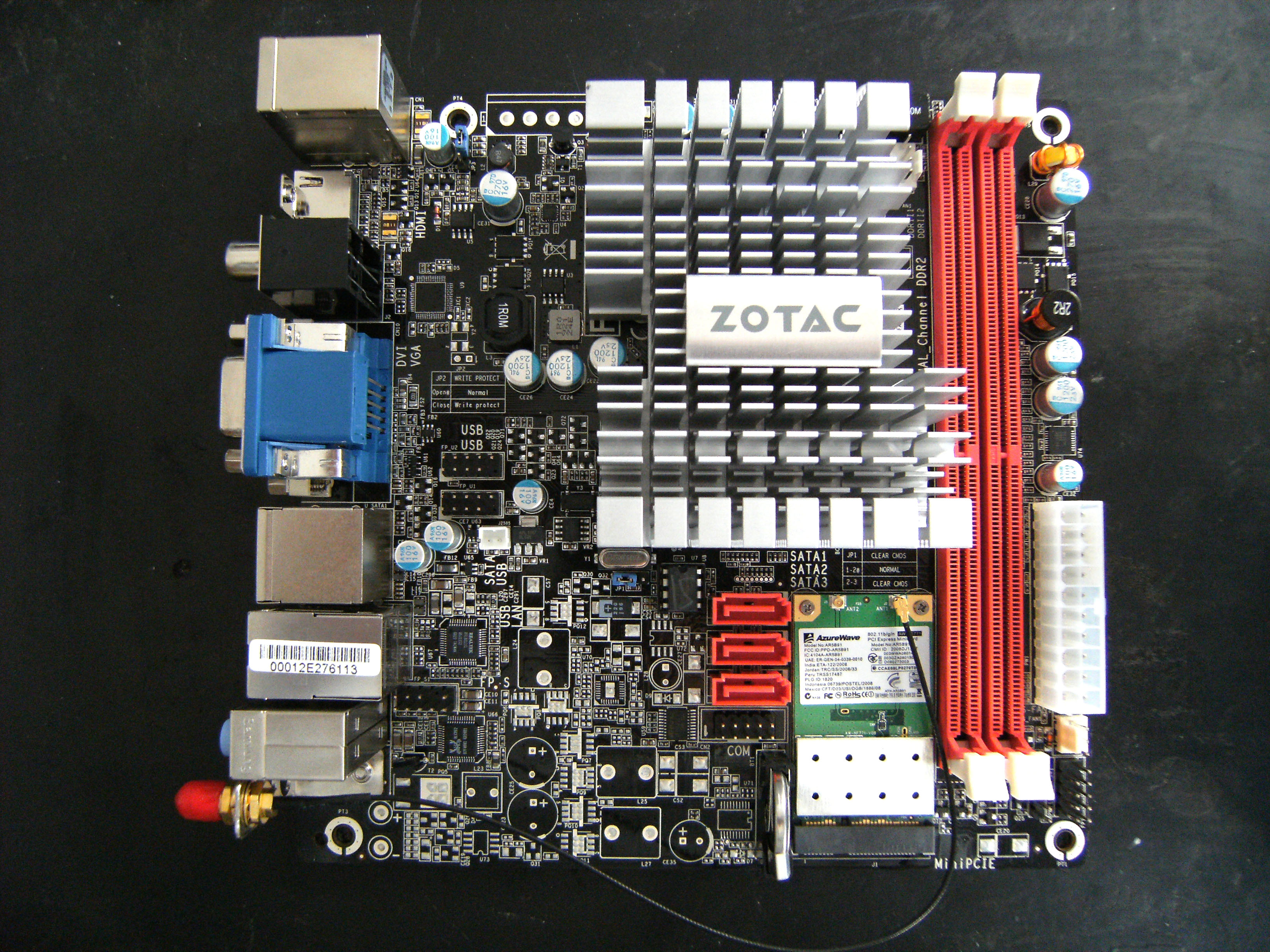
Carte-mère Zotac ION D mini-ITX avec Atom 330.

Cette solution s'est avérée très vite intéressante au regard tout d'abord de ces performances graphiques très supérieures aux chipset 945GSE et 945G. Elle bénéficie de plus d'un TDP de seulement 12 W contre respectivement 6 et 21 W pour les solutions d'Intel. La plate-forme ION permet ainsi de mieux gérer les flux HD, l'interface Aero de Windows ainsi que le support des logiciels basés sur CUDA. La plate-forme Ion se concentre sur deux puces contre trois pour la plate-forme Shelton ce qui offre un gain de place, d'où la présentation sur un format Pico-ITX, mais offre aussi une connectique plus riche comprenant le HDMI ainsi que le support du son LPCM sur huit canaux. Par la suite, la plate-forme ION fut à son tour déclinée en carte mère au format micro-ITX pour processeur Atom mais des variantes existent aussi pour socket LGA775 (GeForce 9300 et 9400). En début d'année 2010, Asrock a lancé une carte mère au format mini-ITX qui se distingue des autres production par la présence de deux ports DDR3-1066.
Mais très vite, face à cette concurrence inattendue, une rumeur indiqua qu'Intel refusait de vendre à ses partenaires des processeurs Atom sans chipset Intel ce que le fondeur réfuta par la voix de son porte-parole Bill Calder. Intel allant même jusqu'à convaincre les fabricants que le MCP79 réduirait l'autonomie en lui faisant perdre une heure d'autonomie et offrait de moins bonnes performances en mode bureautique ou multimédia. La tension entre les deux sociétés ne s'apaisa pas pour autant et au cours du mois de mai 2009, le PDG de NVIDIA, Jen-Hsun Huang, indiqua qu'Intel continuait de freiner la mise au point de sa plate-forme en proposant le processeur seul à 45 $ contre 25 $ pour le couple Atom + Chipset Intel ce que démentit Intel invoquant des offres commerciales pour ses clients.

#### Plate-forme SiS
SiS a aussi proposé un chipset pour Atom concurrençant le 945GC. Il est constitué de trois puces : un northbridge SiS672 associant une puce graphique SiS Mirage 3, un southbridge SiS968 et une puce SiS307DV qui fournit une sortie numérique DVI. L'ensemble consomme 22 W et est destiné aux nettops ultra-fins. Le premier produit proposé avec cette plate-forme est le Lenovo Q100.

### Pineview
La seconde génération de l'Atom destiné aux netbooks a été officiellement dévoilée le 22 décembre 2009. Elle consiste en une évolution des cœurs Diamondville vers une architecture de type Soc avec l'intégration au sein du die du northbridge soit le contrôleur mémoire et le processeur graphique (IGP). De même dans le cas des modèles double-cœurs, les deux cœurs sont dorénavant intégrés sur le même die contrairement à l'Atom Diamondville 330 et communiquent entre eux via un FSB 667 MHz. Cette évolution permet à la plate-forme Pine Trail de passer de deux à trois puces d'où un gain d'espace, de consommation mais aussi de coût de fabrication. Cette optimisation s'est par la suite poursuivie avec le développement du design de référence Canoe Lake qui permet de concevoir des netbooks plus fins d'une épaisseur de 14 mm grâce à une amélioration du système de refroidissement. La gravure du processeur reste cantonnée à 45 nm.

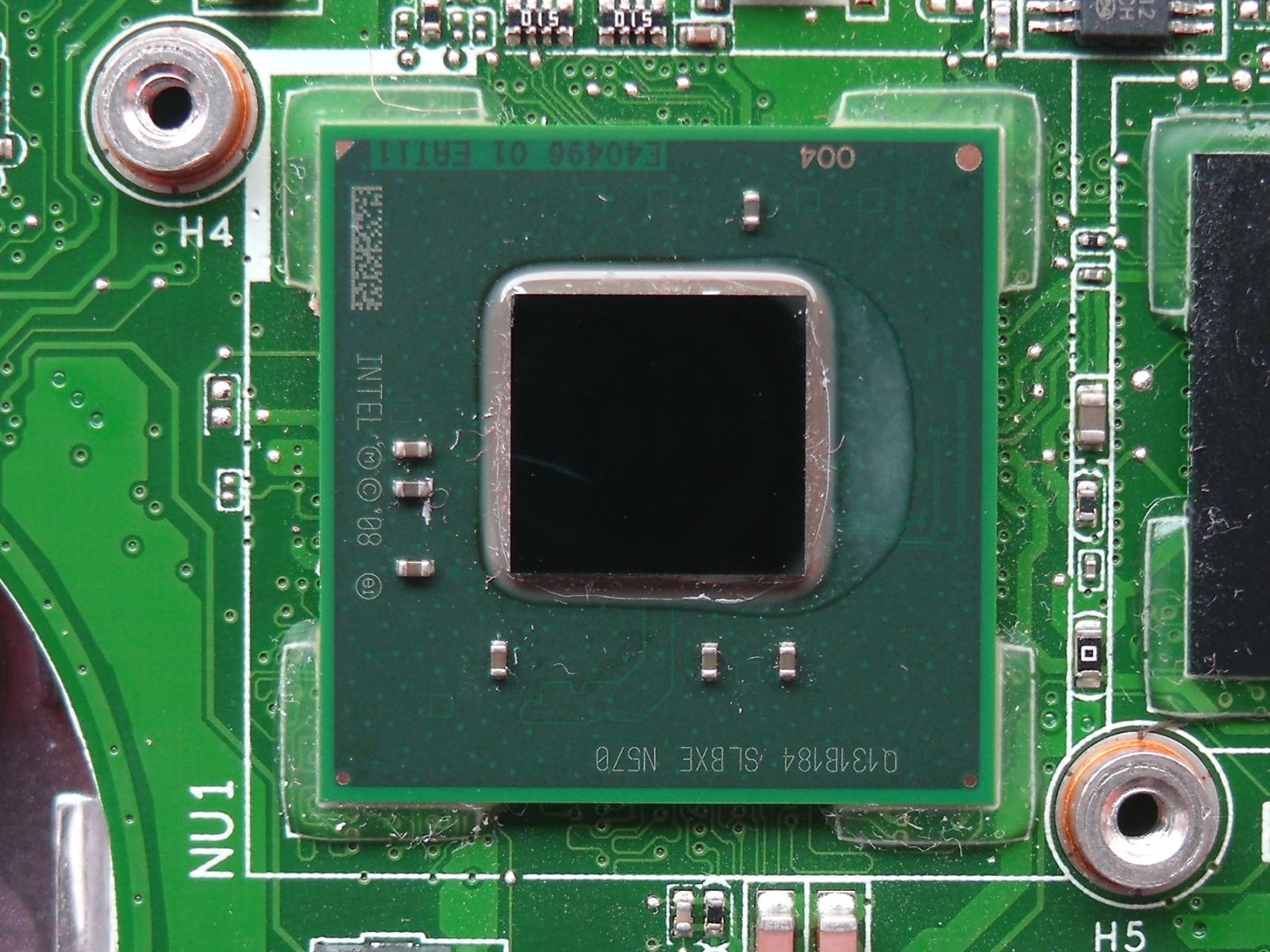
Intel Atom N570

Parallèlement on constate que les performances progressent timidement malgré diverses optimisations dont l'intégration du contrôleur mémoire au sein du die qui est censé diminuer les temps de latence de la mémoire et donc fournir un bond en matière de performances à l'image de ce qui s'est produit avec les processeurs Nehalem soumis au même schéma d'intégration. Cette différence s'explique par le fait qu'Intel n'a pas choisi de revoir en profondeur le design de ces puces pour des raisons de coût si bien que les composants du northbridge restent reliés au processeur par un bus FSB qui agit comme un goulet d'étranglement. Ainsi si sur la forme Pineview est différent de Diamondville, sur le fond les deux processeurs restent relativement similaires.

#### Processeur graphique GMA3150
Le processeur graphique (IGP) est dorénavant inclus sur la même puce que le processeur (CPU) à l'image des modèles Clarkdale. Il s'agit d'une évolution du vieillissant GMA950 baptisée GMA3150. Malgré sa gravure en 45 nm, le GPU occupe plus de la moitié du die sur les modèles mono-cœurs ce qui en limite les possibilités. Sa fréquence augmente toutefois sur les netbooks (série N) pour atteindre 200 MHz tandis qu'elle reste stable à 400 MHz pour les puces destinée aux nettops (série D). Globalement le GMA 3150 est soumis aux mêmes limitations que le 950 à savoir le support strict de DirectX 9.0c et l'accélération matérielle uniquement sur du MPEG-2. La norme H.264 n'étant pas supportée, le processeur ne propose pas d'accélération matérielle pour Flash ce qui affecte la lecture de vidéos en haute définition ou avec une application en arrière-plan exploitant le CPU. De même les sorties vidéos se limitent au VGA (2 048 × 1 536, modèles D, et 1 400 × 1 050 pour les modèles N) et LVDS (1 366 × 768) ce qui est similaire au Poulsbo. L'utilisation de connectique DVI ou HDMI nécessitera par conséquent une puce tiers spéciale. Enfin l'IGP ne gère pas les flux HD ce qui nécessitera le recours à des composants tiers tels que l'intégration d'une puce Broadcom Crystal HD,, pour le décodage matériel et dont la consommation oscille entre 30 mW et 1 W. La première génération de puce (BCM70012) ne gère pas le DivX et est au format PCI Express Mini Card. Elle est à ce jour la seule à être disponible en vente à l'unité mais son prix a fortement augmenté depuis sa commercialisation. Broadcom a ensuite proposé une nouvelle génération de carte (BCM70015) qui corrige certaines défauts comme le support du DivX tout en étant plus petite car en format Mini Card demi-hauteur (low profile). Cette évolution n'a cependant pas que des défauts. La finesse de gravure de 45 nm (contre 90 nm pour le GMA950) permet d'augmenter la fréquence des puces tout en diminuant leur consommation

#### Performances
En raison d'une architecture similaire avec Diamondville, les processeurs Pineview présentent des performances à peine supérieures. Pour un Atom D510, on note une hausse d'environ 5 à 10 % dans les tests synthétiques (Sysmark 2007) par rapport à une plate-forme ION/Atom 330 ce qui lui permet d'atteindre le score d'un Pentium M Dothan de fréquence équivalente mais reste inférieure à un Pentium 4. Les gains sont similaires sur des tests applicatifs,, on remarquera que ses performances le rendent très aléatoire par rapport à un Celeron 440 (2,0 GHz) : parfois en retrait, parfois devant. Face aux puces Bobcat de la gamme Fusion de AMD, un Atom N550 est globalement en retrait jusqu'à 5 % dans les tests synthétiques (PassMark CPU Mark, 3D Mark 06) et même 20 % (Super Pi 2M) en comparaison d'un C-60 Pour les modèles desktops, la différence s'établit autour de 10 % en faveur d'un AMD E-450 face à un Atom D525, toujours dans des tests synthétiques.
Les performances du GPU sont très élémentaires au point qu'il ne peut être utilisé dans des jeux récents puisqu'il n'arrive qu'à afficher 3 i/s pour World of Warcraft en 800 × 600 soit un score équivalent à l'Atom 330 et 1,8 fps pour Left for Dead pour la même définition. En comparaison sur les mêmes jeux et sur la même plate-forme de test, l'ancienne plate-forme ION avec Atom 330 offre des performances très largement supérieures avec respectivement 17,7 fps et 23,4 fps. Le recours à une puce GPU tiers (cf. plate-forme ION) est donc obligatoire pour des jeux relativement gourmands.
Mais la principale évolution de cette puce porte surtout sur la consommation puisque les mesures indiquent une chute de presque 50 % de la consommation (repos : 21,2 W / charge : 25,8 W) par rapport à un Atom 230 ou 330 (41 W / 44,2 W) et lui permet d'atteindre le niveau d'une plate-forme ION/Atom 330 (25 W / 28,2 W). Ces améliorations reposent en grande partie sur le chipset.

#### La gamme
Deux familles composent cette plate-forme : la gamme D (Desktop) est destinée au marché de la bureautique tandis que la gamme N (Netbook) est développée pour les appareils mobiles. En raison des contraintes d'espace, les puces de type N bénéficient d'un TDP voisin de 5 W contrairement aux modèles Desktop dont le TDP oscille entre 10 et 13 W. Cette limitation entrainera l'absence de modèle dual-cœur pour les premiers jusqu'à l'avènement des Atom N5xx qui se contenteront d'un TDP de 8,5 W. Les modèles N sont par ailleurs limités au support de 2 Go de mémoire maximum contre 4 Go pour les modèles D. De plus la fréquence de la mémoire est de 667 MHz pour les modèles N contre 800 MHz pour les modèles D. Ces derniers bénéficient en outre d'une montée en fréquence plus importante en atteignant 1,80 GHz contre 1,66 GHz pour leurs équivalents mobiles et de l'adoption de fonctionnalités supplémentaires dont Enhanced Intel SpeedStep® Technology et Thermal Monitoring Technologies.
La gamme a connu au cours de l'été 2010 un léger renouvellement marqué par le support de la mémoire DDR3 mais exclusivement en format SO-DIMM. Ces modèles se distinguent par une nomenclature de type Dxx5 et Nxx5. À l'occasion du Computex 2011, plusieurs fabricants ont dévoilé des netbooks équipés d'un Atom N435 comme le Lenovo Ideapad S100 ou le EeePC X101 d’Asus mais Intel communique peu sur cette référence. Il semble que cette puce, très économe, soit surtout destinée aux marchés émergents pour des produits de prix inférieur à 200 $. La nomenclature de la gamme Pineview est organisée de la manière suivante :
- D4xx/N4xx : Modèle mono-cœur
- D5xx/N5xx : Modèle dual-cœur
- Dxx0/Nxx0 : Modèle supportant la mémoire DDR2
- Dxx5/Nxx5 : Modèle supportant la mémoire DDR3 (SO-DIMM uniquement)
- Le second chiffre de la référence est un indice de performance qui est fonction de la fréquence de la puce

| Modèle                 | Cœurs    | Cœurs   | Fréquence  | Fréquence | Cache      | Cache       | Mult. | Tension          | Révision (Sspec) | TDP   | Bus               | Socket  | Référence       | Commercialisation | Commercialisation | Commercialisation |
| Modèle                 | Physique | Logique | Processeur | IGP       | L1         | L2          | Mult. | Tension          | Révision (Sspec) | TDP   | Bus               | Socket  | Référence       | Début             | Fin               |                   |
| ---------------------- | -------- | ------- | ---------- | --------- | ---------- | ----------- | ----- | ---------------- | ---------------- | ----- | ----------------- | ------- | --------------- | ----------------- | ----------------- | ----------------- |
| Atom série D (Desktop) |          |         |            |           |            |             |       |                  |                  |       |                   |         |                 |                   |                   |                   |
| D525                   | 2        | 4       | 1,80 GHz   | 400 MHz   | 2 × 56 Kio | 2 × 512 Kio |       | 0,800 - 1,175 V  | B0 (SLBXC)       | 13 W  | DMI + 2×DDR3/DDR2 | BGA 559 | AU80610006225AA | 21 juin 2010      |                   |                   |
| D510                   | 2        | 4       | 1,66 GHz   | 400 MHz   | 2 × 56 Kio | 2 × 512 Kio |       | 0,800 - 1,175 V  | B0 (SLBLA)       | 13 W  | DMI + 2×DDR2      | BGA 559 | AU80610004392AA | 4 janvier 2010    |                   |                   |
| D425                   | 1        | 2       | 1,80 GHz   | 400 MHz   | 56 Kio     | 512 Kio     |       | 0,800 - 1,175 V  | A0 (SLBXD)       | 10 W  | DMI + 2×DDR3/DDR2 | BGA 559 | AU80610006252AA | 21 juin 2010      |                   |                   |
| D410                   | 1        | 2       | 1,66 GHz   | 400 MHz   | 56 Kio     | 512 Kio     |       | 0,800 - 1,175 V  | A0 (SLBMH)       | 10 W  | DMI + 2×DDR2      | BGA 559 | AU80610004671AA | 4 janvier 2010    |                   |                   |
| Atom série N (Netbook) |          |         |            |           |            |             |       |                  |                  |       |                   |         |                 |                   |                   |                   |
| N570                   | 2        | 4       | 1,66 GHz   | 200 MHz   | 2 × 56 Kio | 2 × 512 Kio |       |                  | ? (SLBXE)        | 8,5 W | DMI + 2×DDR3      | BGA 559 | AU80610006243AA | 1er mars 2011     |                   |                   |
| N550                   | 2        | 4       | 1,50 GHz   | 200 MHz   | 2 × 56 Kio | 2 × 512 Kio |       |                  | ? (SLBXF)        | 8,5 W | DMI + 2×DDR3      | BGA 559 | AU80610006291AA | 24 août 2010      |                   |                   |
| N475                   | 1        | 2       | 1,83 GHz   | 200 MHz   | 56 Kio     | 512 Kio     |       |                  | A0 (SLBX5)       | 6,5 W | DMI + 2×DDR3/DDR2 | BGA 559 | AU80610006240AA | 1er juin 2010     |                   |                   |
| N470                   | 1        | 2       | 1,83 GHz   | 200 MHz   | 56 Kio     | 512 Kio     |       |                  | A0 (SLBMF)       | 6,5 W | DMI + 2×DDR2      | BGA 559 | AU80610003495AA | 1er mars 2010     |                   |                   |
| N455                   | 1        | 2       | 1,66 GHz   | 200 MHz   | 56 Kio     | 512 Kio     |       |                  | A0 (SLBX9)       | 5,5 W | DMI + 2×DDR3/DDR2 | BGA 559 | AU80610006237AA | 1er juin 2010     |                   |                   |
| N450                   | 1        | 2       | 1,66 GHz   | 200 MHz   | 56 Kio     | 512 Kio     |       | 0,9625 - 1,175 V | A0 (SLBMG)       | 5,5 W | DMI + 2×DDR2      | BGA 559 | AU80610004653AA | 4 janvier 2010    |                   |                   |
| N435                   | 1        | 2       | 1,33 GHz   | 200 MHz   | 56 Kio     | 512 Kio     |       |                  |                  | 5 W   | DMI + 2×DDR2      | BGA 559 |                 | mai 2011          |                   |                   |

#### Plate-forme Pine Trail

##### Southbridge NM10
L'intégration du processeur graphique dans le processeur s'accompagne aussi du contrôleur mémoire qui supporte la DDR2 667 MHz (série N et D) ou 800 MHz (série D) sur deux canaux. Le chipset associé aux Atom Pine Trail se réduit ainsi à une seule puce (nom de code Tiger Point) qui se cantonne au southbridge soit la gestion des E/S (Entrées/Sorties). Il consiste en une évolution du vieillissant ICH7-M gravé en 130 nm mais dont la taille diminue de 31×31 mm à 17×17 mm et le TDP de 3,3 W à 2,1 W. Cette miniaturisation a cependant des effets négatifs puisqu'elle limite la connectique du NM10. Ainsi un seul contrôleur EHCI est implanté ce qui plafonne le débit des huit ports USB 2.0 à 480 Mo/s et le contrôleur Ethernet est limité à 100 mégabits/s. Les ports PCIe sont réduits à quatre liens (configurables en 4 ports 1x ou en un seul port 4x) et seuls deux ports SATA sont supportés. La principale évolution concerne le vieillissant bus FSB qui est remplacé par un lien DMI tandis que la gestion du Wi-Fi peut-être confiée au choix à deux puces additionnelles : Condor Peak (Wi-Fi) et Kilmer Peak (Wi-Fi et WiMAX).

#### Plates-formes spécialisées
Pour diversifier les débouchés de sa gamme de processeur Atom, Intel a décidé de mettre au point des plates-formes pour des usages spécifiques lui permettant par ailleurs de concurrencer d'autres gammes de processeur comme les ARM ou les MIPS. Ils intègrent des southbridges exploités par le passé et offrant une connectique plus riche que le NM10 et qui est permise grâce à une compatibilité du lien DMI avec les ICH (I/O Controller Hub). Pour rappel, ces processeurs ne nécessitent pas de chipset au sens large (northbridge + southbridge) car le northbridge est dorénavant intégré au processeur. Parmi les exemples notables on peut citer la mise au point de serveurs à base de puce Atom comme le SeaMicro 10000 composé de 256 Atom N570 et qui a servi à fournir la charge suffisante pour le téléchargement de Firefox 4 lors de sa sortie. Ces solutions permettent de fournir des serveurs de faible encombrement et consommation comparativement à des produits à base de Xeon ou d'Opteron.

##### Systèmes embarqués: ICH8M
Intel a introduit les processeurs Pineview au sein de la gamme embarquée et proposent en conséquence des plates-formes incluant le southbridge ICH8M en remplacement du NM10,. Bien que conçu en 2007, ce southbridge offre une connectique plus riche avec 6 liens PCIe, un port PATA (très utilisé dans le milieu industriel) et des débits USB plus importants grâce à la présence de deux contrôleurs EHCI. En outre il consomme à peine plus que le NM10 avec 2,4 W pour une dimension de 31×31 mm. En comparaison du NM10, le ICH8M s'avère ainsi plus avantageux au point que certains se posent la question de l'utilité du NM10.

##### Systèmes RAID: ICH9R
Le ICH9R se caractérise par la présence d'un contrôleur Raid en mode 0, 1, 5 ou 10 ce qui permet de concevoir des plates-formes pour des systèmes de type NAS,. Le ICH9R consomme bien plus mais offre une connectique Ethernet 100 mégabits/s, le support des doubleurs de ports pour relier jusqu'à 12 disques durs, un connecteur PATA et six ports SATA 3 Gbit/s. Tout comme le ICH8M, il date de 2007 et comporte deux contrôleurs EHCI pour gérer douze ports USB 2.0.

#### Plate-forme ION (Nvidia)
L'arrivée des processeurs Pineview a considérablement compliqué la tâche à Nvidia pour proposer une alternative avec sa plate-forme ION. La forte intégration des composants au sein du processeur (Northbridge, IGP) limitent fortement la marge de manœuvre de NVIDIA. Ne disposant pas en outre de licence DMI pour concevoir un chipset en remplacement du NM10, NVIDIA se retrouve contraint d'exploiter le PCIe 1x pour y connecter un simple GPU l'empêchant par là-même de proposer une connectique plus complète comme ce fut le cas auparavant.
Très vite, les premières rumeurs ont commencé à apparaitre sur ce qui est alors nommé ION 2 et décrivant non plus une plate-forme mais un simple GPU basé sur le G218 que l'on retrouve sur les GeForce 210 et 310. Plusieurs observateurs s'interrogèrent sur les performances de l'ION 2 car le débit des quatre liens PCIe 1x (4×250 Mo/s) fourni par le NM10 n'est pas suffisant pour offrir de bonnes performances graphiques d'autant plus que des tests préliminaires n'annonçaient pas des performances à hauteur de la précédente plate-forme. Par la suite l'annonce de la technologie Optimus, permit d'esquisser la solution envisagée par NVIDIA que certains ont relié au fonctionnement des 3dfx où la gestion de la 2D était gérée par l'IGP et la 3D par le GPU.
La nouvelle plate-forme ION fut finalement annoncé à l'ouverture du CeBIT 2010 bien que d'autres la prévoyaient pour le CES. Annoncé comme ION 2 puis ION 2010 quelques jours avant le CeBIT, NVIDIA décida à conserver sa précédente marque ce qui risque de créer des confusions entre ces deux plates-formes. La carte choisie est basée sur le G218 et sera donc similaire à une G210 et une G310. Par rapport à une GeForce 9400M, cette nouvelle mouture est gravée en 40 nm et supporte jusqu'à 512 Mo en DDR2 ou DDR3 (contre 256 Mo DDR2 auparavant). NVIDIA proposera deux versions de sa plate-forme. La première sera destinée aux netbooks dont la taille de l'écran sera inférieure à 12 pouces, elle disposera de seulement 8 CUDA Cores tandis que la version pour nettops et netbooks supérieurs sera pourvue de 16 CUDA Cores. Dès lors certains se demandent si les constructeurs ne seront pas tentés de mélanger les versions en intégrant, par exemple, des modèles 8 CUDA Cores au sein de nettops mais NVIDIA devrait indiquer le type de carte GPU via un logo associé. Pour compenser la perte de performance liée à l'utilisation d'une seule ligne du bus PCIe 1x soit 250 Mo/s, NVIDIA a introduit la technologie Optimus. Derrière ce nom se cache en fait une réactualisation de l'Hybrid SLI qui consiste à alterner entre l'IGP et le GPU en fonction des besoins ce qui permettrait de limiter la consommation et donc améliorer l'autonomie des netbooks. Il s'agit d'une solution strictement logicielle et indépendante de la plate-forme ION mais Asus a décidé de proposer un netbook (EeePC 1201PN) dépourvu de la technologie Optimus sans que l'on en connaisse la raison.
En marge des précédentes plates-formes, NVIDIA propose aussi une carte graphique de référence en PCIe 1x et au format Low-profile (à épaisseur réduite),. Mais le recentrement sur une simple carte graphique additionnelle soumet NVIDIA à davantage de concurrence. MSI a ainsi annoncé le Wind DE220, un nettops équipé d'un Atom Dx10 mais accouplé à une Radeon Mobility HD43x0.

### Cedarview
La troisième génération de puces grand-public marque une rupture en adoptant une nouvelle microarchitecture, Saltwell qui succède à Bonnell après trois d'années d'existence. Pour pallier la concurrence de ARM et AMD, Intel a décidé d'accélérer le rythme de renouvellement de ces processeurs à raison d’une nouvelle finesse de gravure tous les ans pendant trois ans évoluant ainsi du 32 nm au 14 nm en passant par le 22 nm. Chaque finesse correspondant à une nouvelle architecture : Saltwell inaugure ainsi le 32 nm à l'image des processeurs Sandy Bridge. Elle offrirait d'après Intel une baisse de 20 % de la consommation au point que le TDP du N2600 atteint seulement 3,5 W (des TDP inférieurs à 2 W ont même été évoqué) facilitant la conception de netbook fanless,. Selon Intel il serait possible de concevoir des netbooks qui atteignent 10 heures d'autonomie. Par ailleurs cette nouvelle gamme supporte le mode de veille C6 plus profond à l'instar des Silverthorne.
La principale évolution concerne le cœur graphique construit dorénavant autour d'un PowerVR SGX545. Il s'agit pour Intel d'offrir des performances supérieures aux GMA3150 (dérivés de l'ancien GMA950), spécialement s'agissant du décodage vidéo, ainsi qu'une moindre consommation. Il intègre un moteur de décodage vidéo pour les flux HD et supporte le 1080p et la norme HDMI 1.3. À l'occasion de l'IDF, Intel a ainsi présenté un exemplaire lisant un Blu-ray avec une utilisation du processeur plafonnant à 20 %,. Le GPU est disponible en deux versions selon sa fréquence : GMA3600 (400 MHz) et GMA3650 (640 MHz). Bien que le PowerVR SGX545 supporte DirectX 10.1, seuls des pilotes compatibles DirectX 9 et uniquement 32 bits sont disponibles,. Ce choix permet d'une part à Intel de segmenter son offre face aux Celeron et autres Pentium G et s'explique d'autre part par le fait que DirectX 10.1 est surtout utilisé sur des jeux ou autres applications nécessitant d'importantes ressources et donc inadapté pour les processeurs Atom. Mais Intel a surtout eu toutes les peines pour obtenir la certification WHQL pour ses pilotes pour Windows 7.
Les processeurs Cedarview intègrent la plate-forme Cedar Trail qui n'est guère différente de la plateforme Pine Trail en raison de la conservation du chispet NM10. Néanmoins plusieurs améliorations ont été apportées tels que le support de la DDR3 pour les versions bureau (2 Go max pour le N2600 et 4 Go max pour le N2800) et des SSD jusqu'à 32 Go et des disques durs jusqu'à 250 Go. Par contre le chipset NM10 ne supporte toujours pas l'USB 3.0 ou le SATA 6 Gbit/s et les liens PCIe sont toujours bridés à 250 Mo/s (norme 1.1). Les fabricants devront donc rajouter une puce spéciale ce qui aura pour effet d'augmenter le coût de la machine. Intel préférant se focaliser sur une plate-forme fanless et économique laissant la gamme de prix supérieure aux Ultrabooks.
L'autre innovation de Cedarview porte sur l'intégration des technologies Intel Wireless Display (WiDi) et Intel Wireless Music. Néanmoins leur adoption est relative car elle nécessite la présence d'une puce Wi-Fi Intel or les fabricants préfèrent utiliser des puces de fabricant tiers comme Atheros ou Broadcom moins chers. De plus le WiDi sera limité en 600p.
La commercialisation des puces Cedarview se réalise dans un contexte peu favorable pour Intel. Les nombreux problèmes de conception des pilotes pour le PowerVR SGX545 ont entrainé de nombreux retards sur la gamme mobile. Initialement prévu pour septembre 2011, la commercialisation est retardée une première fois pour novembre 2011 puis est de nouveau déplacée pour janvier 2012 soit après la période des fêtes connue pour être très propices aux ventes. De son côté la gamme pour bureau a été commercialisée en septembre 2011. Pour d'autres ces retards sont à imputer à la faible demande en netbooks et au retrait de Dell, Samsung et Sony de ce segment. Cette situation sera aggravée par le retrait d'autres fabricants en septembre 2012 : Asus et Acer. Par ailleurs la forte concurrence dans le segment de netbooks associée à une faible rentabilité et à l'impossibilité pour Windows 8 de supporter la résolution 1024 x 600, très fréquente dans ce segment ont contribué à réduire la demande en processeur. De plus la forte concurrence de ARM dans les segments de la grande mobilité comme les smartphones a obligé Intel à réorganiser sa division mobile. De son côté AMD a compromis la domination d'Intel dans les netbooks et autres nettops grâce à ses APU Fusion qui se révèlent plus performants tant du point de vue du processeur que du cœur graphique, seule la très basse consommation des Atom restant un atout. En réaction Intel a fortement baissé le prix des ventes des Atom avec 42 $ et 47 $ respectivement pour les N2600 et N2800 soit une baisse de 30 à 50 % par rapport aux puces Pineview.
Dans le cadre de comparatif avec les processeurs AMD Fusion tel que le E-350, on remarque que les Atom D2700 s'avère plus efficace pour des applications multithreadées grâce à sa fonction Hyper-Threading tandis que le E-350 est plus performant pour le calcul brut sur un seul cœur.
| Modèle                 | Cœurs    | Cœurs   | Fréquence  | Fréquence | Cache           | Cache     | Mult. | Tension       | Révision (Sspec)           | TDP   | Bus                           | Socket | Référence       | Commercialisation | Commercialisation | Commercialisation |
| Modèle                 | Physique | Logique | Processeur | IGP       | L1              | L2        | Mult. | Tension       | Révision (Sspec)           | TDP   | Bus                           | Socket | Référence       | Début             | Fin               | Prix de lancement |
| ---------------------- | -------- | ------- | ---------- | --------- | --------------- | --------- | ----- | ------------- | -------------------------- | ----- | ----------------------------- | ------ | --------------- | ----------------- | ----------------- | ----------------- |
| Atom série D (Desktop) |          |         |            |           |                 |           |       |               |                            |       |                               |        |                 |                   |                   |                   |
| D2700                  | 2        | 4       | 2,13 GHz   | 640 MHz   | 32 Kio + 24 Kio | 1 024 Kio |       | 0,91 - 1,21 V | B1 (QB0W) B2 (QB0X, SR0D9) | 10 W  | DMI 2.5 GT/s + DDR3-1066      | BGA559 | DF8064101055647 | 25 septembre 2011 | 29 juin 2012      | 52 $              |
| D2560                  | 2        | 4       | 2,00 GHz   | 640 MHz   | 32 Kio + 24 Kio | 1 024 Kio |       | 0,91 - 1,21 V |                            | 10 W  | DMI 2.5 GT/s + DDR3-1066      | BGA559 |                 | 24 octobre 2012   |                   | 47 $              |
| D2550                  | 2        | 4       | 1,86 GHz   | 640 MHz   | 32 Kio + 24 Kio | 1 024 Kio |       | 0,91 - 1,21 V |                            | 10 W  | DMI 2.5 GT/s + DDR3-1066      | BGA559 |                 | 4 mars 2012       |                   | 47 $              |
| D2500                  | 2        | 2       | 1,86 GHz   | 400 MHz   | 32 Kio + 24 Kio | 1 024 Kio |       | 0,91 - 1,21 V | B2 (QB0V, SR0D8)           | 10 W  | DMI 2.5 GT/s + DDR3-1066      | BGA559 | DF8064101055400 | 25 septembre 2011 |                   | 42 $              |
| Atom série N (Netbook) |          |         |            |           |                 |           |       |               |                            |       |                               |        |                 |                   |                   |                   |
| N2850                  | 2        | 4       | 2,00 GHz   | 640 MHz   |                 | 1 024 Kio |       | 0,91 - 1,21 V |                            | 6,5 W | DMI 2.5 GT/s + DDR2-1 066 MHz | BGA559 |                 | 4 mars 2012       |                   |                   |
| N2800                  | 2        | 4       | 1,86 GHz   | 640 MHz   | 32 Kio + 24 Kio | 1 024 Kio |       | 0,91 - 1,21 V | B1 (QAYE) B2 (QB0Y, SR0DA) | 6,5 W | DMI 2.5 GT/s + DDR2-1 066 MHz | BGA559 | DF8064101050503 | 28 décembre 2011  |                   | 47 $              |
| N2650                  | 2        | 4       | 1,70 GHz   | 400 MHz   | 32 Kio + 24 Kio | 1 024 Kio |       | 0,91 - 1,21 V |                            | 3,6 W | DMI 2.5 GT/s + DDR2           | BGA559 |                 | 4 mars 2012       |                   |                   |
| N2600                  | 2        | 4       | 1,60 GHz   | 400 MHz   | 32 Kio + 24 Kio | 1 024 Kio |       | 0,91 - 1,21 V | B1 (QAYG) B2 (QB0Z, SR0DB) | 3,5 W | DMI 2.5 GT/s + DDR2           | BGA559 | DF8064101050706 | 28 décembre 2011  |                   | 42 $              |

### Bay Trail
Au bout de cinq ans d'utilisation, la microarchitecture Bonnell cède sa place mi 2013 à une nouvelle microarchitecture nommée Silvermont,,,. Elle se caractérise par une exécution dans le désordre et un cycle de développement réduit à deux ans à l'instar des autres gammes de processeurs du fondeur. La puce est gravée en 22 nm avec des transistors de type Tri-Gate, mais toujours avec un retard sur les architectures x86 principales d'Intel, le temps de mettre au point la version basse consommation d'une finesse de gravure et que les chaines de montage deviennent assez rentables pour produire des puces Atom vendues peu cher. La puce propose jusqu’à huit cœurs et Intel annonce des performances en hausse de 20 à 25 % face à un Atom actuel à fréquence équivalente. Le processeur graphique est de type Intel HD Graphics. Ces modifications s'expliquent avant tout par une recrudescence de la concurrence, tant d'AMD que des puces ARM obligeant Intel à réagir au plus vite.

#### Plate-forme Bay Trail M
Pour netbooks.

#### Plate-forme Bay Trail D
Pour nettops.

## Serveurs

### Centerton
Pour contrer la venue des processeurs ARM dans le segment des serveurs (ARMv8), Intel a développé une gamme spéciale sous le nom de code Centerton,, nommé aussi Bordenville ou Atom S (pour Server). Il correspond à un SoC intégrant deux cœurs Saltwell (64 bits) et des contrôleurs DDR3 single-channel et PCIe 2.0. Le processeur prend en charge l'Hyper-Threading (soit un maximum de quatre threads) et le VT-x mais n'inclut pas les instructions VT-d pour la gestion des entrées/sorties (contrôleurs de stockage, réseau, USB) qu'il sera nécessaire de connecter au moyen des bus PCIe. Le TDP est compris entre 6,1 W et 8,1 W mais le principal intérêt des Bordenville réside dans leur densité par rack qui est quatre fois plus importante qu'un Xeon basse consommation si bien qu'il est possible de loger 2000 processeurs par rack.
| Modèle                | Cœurs    | Cœurs   | Fréquence | Cache           | Cache     | Mult. | Tension | Révision (Sspec) | TDP   | Bus       | Socket    | Référence        | Commercialisation | Commercialisation |
| Modèle                | Physique | Logique | Fréquence | L1              | L2        | Mult. | Tension | Révision (Sspec) | TDP   | Bus       | Socket    | Référence        | Début             | Fin               |
| --------------------- | -------- | ------- | --------- | --------------- | --------- | ----- | ------- | ---------------- | ----- | --------- | --------- | ---------------- | ----------------- | ----------------- |
| Atom série S (Server) |          |         |           |                 |           |       |         |                  |       |           |           |                  |                   |                   |
| S1220                 | 2        | 4       | 1,6 GHz   | 32 Kio + 24 Kio | 1 024 Kio |       |         | B1 (SLK2K)       | 8,1 W |           | FCBGA1283 |                  | 11 décembre 2012  |                   |
| S1240                 | 2        | 4       | 1,6 GHz   | 32 Kio + 24 Kio | 1 024 Kio |       |         | B1 (SLK2J)       | 6,1 W | FCBGA1283 |           | 11 décembre 2012 |                   |                   |
| S1260                 | 2        | 4       | 2,0 GHz   | 32 Kio + 24 Kio | 1 024 Kio |       |         | B1 (SLK2H)       | 8,5 W | FCBGA1283 |           | 11 décembre 2012 |                   |                   |

### Avoton
Avoton succède à Centerton fin 2013. Le rapport performances/watt est par ailleurs supérieur aux puces Haswell. Ce SoC intègre une grande diversité de périphériques : 4 SATA 3 Gbit/s, 2 SATA 6 Gbit/s, 4 gigabit, 4 USB 2.0 ainsi que 16 lignes PCIe 2.0 et de l'USB. Avoton se distingue aussi par la présence de deux à huit cœurs accompagné par 1 Mo de cache L2 par paire de cœur soit un maximum de 4 Mo de L2. La gamme de fréquence est comprise entre 2,4 GHz et 2,7 GHz grâce au TurboBoost tandis que son TDP oscillerait entre 5 W pour les dual-cœur et 20 W pour les octo-cœurs. (gravure 22 nm) (plate-forme Edisonville)

## Comparatif des plates-formes

### Caractéristiques physiques
| Segment                   | Nom                   | Gravure (nm) | Transistors (millions)              | Taille                               | Taille                      | Composant  | Composant   | Composant |
| Segment                   | Nom                   | Gravure (nm) | Transistors (millions)              | Puce (mm2 )                          | Boîtier                     | Processeur | Northbridge | IGP       |
| ------------------------- | --------------------- | ------------ | ----------------------------------- | ------------------------------------ | --------------------------- | ---------- | ----------- | --------- |
| Pré-Atom                  | Celeron M ULV         | 90           | 144                                 | 87                                   | 35 mm × 35 mm               | oui        | non         | non       |
| Pré-Atom                  | Stealey               | 90           | 77                                  |                                      | 14 mm × 19 mm               | oui        | non         | non       |
| Mobile et embarqués       | Silverthorne          | 45           | 47                                  | 26                                   | 13 mm × 14 mm 22 mm × 22 mm | oui        | non         | non       |
| Mobile et embarqués       | Lincroft              | 45           | 140                                 |                                      | 22 mm × 22 mm               | oui        | oui         | oui       |
| Mobile et embarqués       | Penwell               | 32           |                                     |                                      |                             | oui        | oui         | oui       |
| Mobile et embarqués       | Cloverview            | 32           |                                     |                                      |                             | oui        | oui         | oui       |
| Mobile et embarqués       | Merrifield Moorefield | 22           |                                     |                                      |                             | oui        | oui         | oui       |
| Électronique grand public | Sodaville             | 45           |                                     |                                      |                             | oui        | non         | non       |
| Électronique grand public | Groveland             | 45           |                                     |                                      |                             | oui        | oui         | oui       |
| Électronique grand public | Tunnel Creek          | 45           |                                     |                                      | 22 mm × 22 mm               | oui        | oui         | oui       |
| Électronique grand public | Berryville            | 32           |                                     |                                      |                             | oui        | oui         | oui       |
| Netbooks et nettops       | Diamondville          | 45           | 47 (simple cœur) 94 (double cœur)   | 25,96 (simple cœur) 52 (double cœur) | 22 mm × 22 mm               | oui        | non         | non       |
| Netbooks et nettops       | Pineview              | 45           | 123 (simple cœur) 167 (double cœur) | 66 (simple cœur) 87 (double cœur)    | 22 mm × 22 mm               | oui        | oui         | oui       |
| Netbooks et nettops       | Cedarview             | 32           |                                     |                                      |                             | oui        | oui         | oui       |
| Netbooks et nettops       | Bay Trail             | 22           |                                     |                                      |                             | oui        | oui         | oui       |
| Serveurs                  | Centerton             | 32           |                                     |                                      |                             |            |             | non       |
| Serveurs                  | Avoton                | 22           |                                     |                                      |                             |            |             | non       |

### Jeu d'instructions
| Segment                   | Nom           | Architecture                             | SSE     | Hyper-Threading      | État de veille            | Virtualisation          | Burst Performance Technology | Execute Disable Bit |
| ------------------------- | ------------- | ---------------------------------------- | ------- | -------------------- | ------------------------- | ----------------------- | ---------------------------- | ------------------- |
| Pré-Atom                  | Celeron M ULV | x86 32 bits                              | SSE2    | non                  |                           | non                     | non                          | oui                 |
| Pré-Atom                  | Stealey       | x86 32 bits                              | SSE2    | non                  |                           | non                     | non                          | oui                 |
| Mobile & Embarqués        | Silverthorne  | x86 32 bits                              | (S)SSE3 | À partir du Z510P(T) | C6                        | À partir du Z520 (VT-x) | non                          | oui                 |
| Mobile & Embarqués        | Lincroft      | x86                                      |         | oui                  |                           | non                     | oui                          | oui                 |
| Mobile & Embarqués        | Penwell       | x86                                      |         |                      |                           |                         |                              |                     |
| Mobile & Embarqués        | Cloverview    | x86                                      |         |                      |                           |                         |                              |                     |
| Électronique grand public | Sodaville     | x86                                      |         |                      |                           |                         |                              |                     |
| Électronique grand public | Groveland     | x86                                      |         |                      |                           | oui                     |                              |                     |
| Électronique grand public | Tunnel Creek  | x86                                      |         | oui                  |                           | oui                     |                              |                     |
| Netbooks et nettops       | Diamondville  | x86 64 bits (330-230) x86 32 bits (N2x0) | (S)SSE3 | oui                  | C1 (330-230) C4 (N2x0)    | non                     | non                          | oui                 |
| Netbooks et nettops       | Pineview      | x86 64 bits                              | (S)SSE3 | oui                  | C1 (série D) C4 (série N) | non                     | non                          | oui                 |
| Netbooks et nettops       | Cedarview     | x86 64 bits                              |         | oui                  | C6                        |                         |                              |                     |

### Consommation
| Plate-forme | Composants                                  | Consommation         | Total  |
| ----------- | ------------------------------------------- | -------------------- | ------ |
| Intel       |                                             |                      |        |
| Menlow      | Atom Z530 (Silverthorne) + US15W            | 2 W + 2,3 W          | 4,3 W  |
| Shelton     | Atom N270 (Diamondville) + i945GSE + ICH7-M | 2,5 W + 6 W + 3,3 W  | 11,8 W |
| Shelton     | Atom 230 (Diamondville) + i945GC + ICH7     | 4 W + 22,2 W + 3,3 W | 29,5 W |
| Pine Trail  | Atom N450 (Pineview) + NM10                 | 5,5 W + 1,5 W        | 7 W    |
| Pine Trail  | Atom D410 (Pineview) + NM10                 | 10 W + 1,5 W         | 11,5 W |
| Queensbay   | Atom CE380 (Tunnel Creek) + EG20T           | 3,9 W + 1,55 W       | 4,45 W |
| Cedar Trail | Atom N2600 (Cedarview) + NM10               | 3,5 W + 2 W          | 5,5 W  |
| Cedar Trail | Atom N2800 (Cedarview) + NM10               | 6,5 W + 2 W          | 8,5 W  |
| NVIDIA      |                                             |                      |        |
| ION         | Atom 230 + GeForce 9400M                    | 4 W + 12 W           | 16 W   |
| ION         | Atom N450 + NM10 + GeForce 310              | 5,5 W + 1,5 W + 14 W | 21 W   |
| SIS         |                                             |                      |        |
|             | Atom 230 + SiS672 + SiS968                  | 4 W + 18 W           | 22 W   |

## La concurrence

### Netbooks et nettops
Depuis son apparition, l'Atom monopolise le marché des processeurs faible consommation grâce à ses performances mais aussi par l'absence d'une réelle concurrence directe.

#### VIA
Les Nano Ux000 de VIA ont, un temps, été perçues comme des concurrents sérieux pour l'Atom grâce à ses performances supérieures malgré une consommation en charge plus élevée,. Dans le domaine de la cryptographie, l'intégration de la technologie PadLock leur permet même de largement surpasser un Core 2 Extreme QX9770. Quelques modèles de netbooks sont apparus comme le Samsung NC20 mais les constructeurs cessèrent assez vite de les proposer par manque de vente. Commodore et son UMMD 8010/F ou HP avec le 2133 Mini-Note proposèrent même des netbooks basés sur un VIA C7.

#### AMD
Face au succès d'Intel avec son Atom, AMD réagit en annonçant Bobcat pour la fin de l'année 2008. La puce devait être basée sur l'architecture K8 avec une gravure de 65 nm, sa fréquence oscillait entre 1 et 1,2 GHz pour un TDP de 8 W mais elle ne verra finalement jamais le jour malgré des démentis de la part d'AMD. N'ayant pas les moyens de concevoir un réel concurrent pour l'Atom, AMD changea de stratégie en se focalisant sur le segment des ultraportables et des netbooks, rebaptisés mini-portables, grâce à la gamme Athlon Neo au sein des plates-formes Yukon puis Congo. À l'instar des autres solutions, ces processeurs offrent des performances bien supérieures pour une consommation, elle aussi, bien plus élevée et donc inadapté aux segment de la grande mobilité.
À partir de 2011, AMD relance le projet Bobcat et la commercialisation des puces au travers de la gamme de Fusion marque un bouleversement dans la concurrence. Face à des puces Atom évoluant très peu, AMD propose une gamme de puces d'un nouveau genre dénommé APU. Elles héritent de l'ancienne architecture K10 mais bénéficient d'adaptation pour la faible consommation (TDP de 9 et 18 W), offrant surtout une composante graphique intégrée relativement puissante. Dans l'ensemble les performances sont largement au-dessus des Atom surtout au niveau graphique qui a été toujours un point en retrait chez les Atom tandis que la consommation est supérieure. Les APU Bobcat ont progressivement acquis un tel engouement qu'ils ont relégué les puces Atom sur les netbooks d'entrée de gamme au tarif inférieur à 200 €, d'autant plus que les APU d'AMD ne sont pas accompagnés de restriction matériel comme chez Intel.

#### Intel
Paradoxalement, le catalogue d'Intel comprend aussi des concurrents pour l'Atom. Les processeurs ULV (Ultra Low Voltage) (en) ainsi que certains Celeron ont un TDP inférieur à 20 W et utilisent les architectures x86 principales d'Intel. Destinés surtout aux segments des mini-portables, ces processeurs sont plus puissants que l'Atom tout en contenant leur consommation. Ils constituent même la principale concurrence des Atom, d'autant qu'ils sont accompagnés de chipsets plus efficaces que ceux de l'Atom.
À partir de 2013, l'architecture Haswell devrait marquer par ailleurs une évolution majeure, car elle introduira des puces aux TDP inférieurs à 10 W et qui se caractériseront par évolution plus poussés vers les SoC, avec l'intégration de l'ensemble du chipset ainsi que des VRM dans la puce.

### Appareils mobiles et embarqués
Le contexte est radicalement différent dans le segment des appareils mobiles (téléphones intelligents…) et embarqués. L'Atom ne représente qu'une faible part de marché et Intel doit redoubler d'effort pour imposer son processeur. Ainsi a-t-il décidé de rendre compatible certains systèmes d'exploitation, comme Android, avec ses processeurs. Il a aussi mis au point un OS, Moblin, destiné à sa plate-forme, qui est devenu MeeGo à la suite de la fusion du projet avec Maemo de Nokia.

#### Architecture ARM
Les processeurs conçus sur l'architecture ARM dominent le secteur et se sont implantés bien avant l'Atom. En outre, grâce au système de licence, le nombre de fabricant y est relativement important (Marvell, Qualcomm, Samsung, Texas Instrument…). Face à ces processeurs, l'Atom s'avère moins performant, plus gourmand en énergie et exploitant les instructions x86.

## Atom Developer Program
Dans le cadre d'une utilisation sur netbook, les applications courantes utilisent rapidement le peu de ressources disponibles. Il en découle une utilisation ralentie et une faible réactivité de l'ordinateur auquel il faut rajouter une résolution souvent non adaptée (1024 × 600). En réaction, Intel a décidé de proposer un environnement favorisant le développement de logiciel adapté aux netbooks et plus généralement aux processeurs Atom : l'Atom Developer Program.
Le programme a été pour la première fois présenté au cours de l'IDF 2009 de San Francisco. Il est suivi peu après par le lancement d'un premier SDK au début décembre 2009. Il permet la conception de programmes pour Windows et MeeGo respectivement en langage C et C/C++ pour être ensuite exécutés dans des environnements Adobe AIR, Java ou Silverlight (supérieur à 3). L'accès pour les développeurs est initialement gratuit mais deviendra payant avec un coût annuel de 99 $. 

Les applications sont ensuite mis à disposition sur l'Intel AppUp Center qui fut officiellement lancé lors de l'IDF 2010 de San Francisco après une phase Beta inauguré en début d'année 2010. Fort du succès de ses Eee PC, Asus a décidé de proposer sa propre plate-forme d'application reposant sur l'AppUp. La plate-forme propose à la fois des applications gratuites et payantes. Ces dernières peuvent même être testées gratuitement pendant 24 heures. À l'image des autres AppStores, toutes les applications sont soumises à validation par Intel et 70 % des revenus générés par les applications payantes reviendront aux développeurs et les applications pour public adulte (+18 ans) sont interdites.

#### Matériel
- Chipsets Intel
- Intel GMA
- Intel HD Graphics

#### Système d'exploitation
- Android : Système d'exploitation mis au point par Google initialement destiné aux smartphones.
- eeebuntu (en) : Distribution basée sur Ubuntu et optimisée spécialement pour les eeepc (boutons d'activation, vitesse du processeur, etc.).
- Chrome OS : Distribution conçue par Google et uniquement disponible par abonnement. Une version libre et gratuite est également disponible (Chromium OS).
- MeeGo : Distribution pour appareils mobiles issue de la fusion de Moblin d'Intel et de Maemo de Nokia.
- Ubuntu Mobile : Distribution officielle basée sur Ubuntu et optimisée pour les netbooks.
- Ubuntu Netbook Remix : Distribution basée sur Ubuntu et optimisée pour les netbooks.
- Windows XP : Première déclinaison de Windows disponible pour netbooks, Vista étant trop lourd pour ces produits.
- Windows 7 Starter : Déclinaison pour netbooks de Windows 7 qui se distinguent par l'absence de certaines fonctionnalités.